# Architettura romanica in Italia

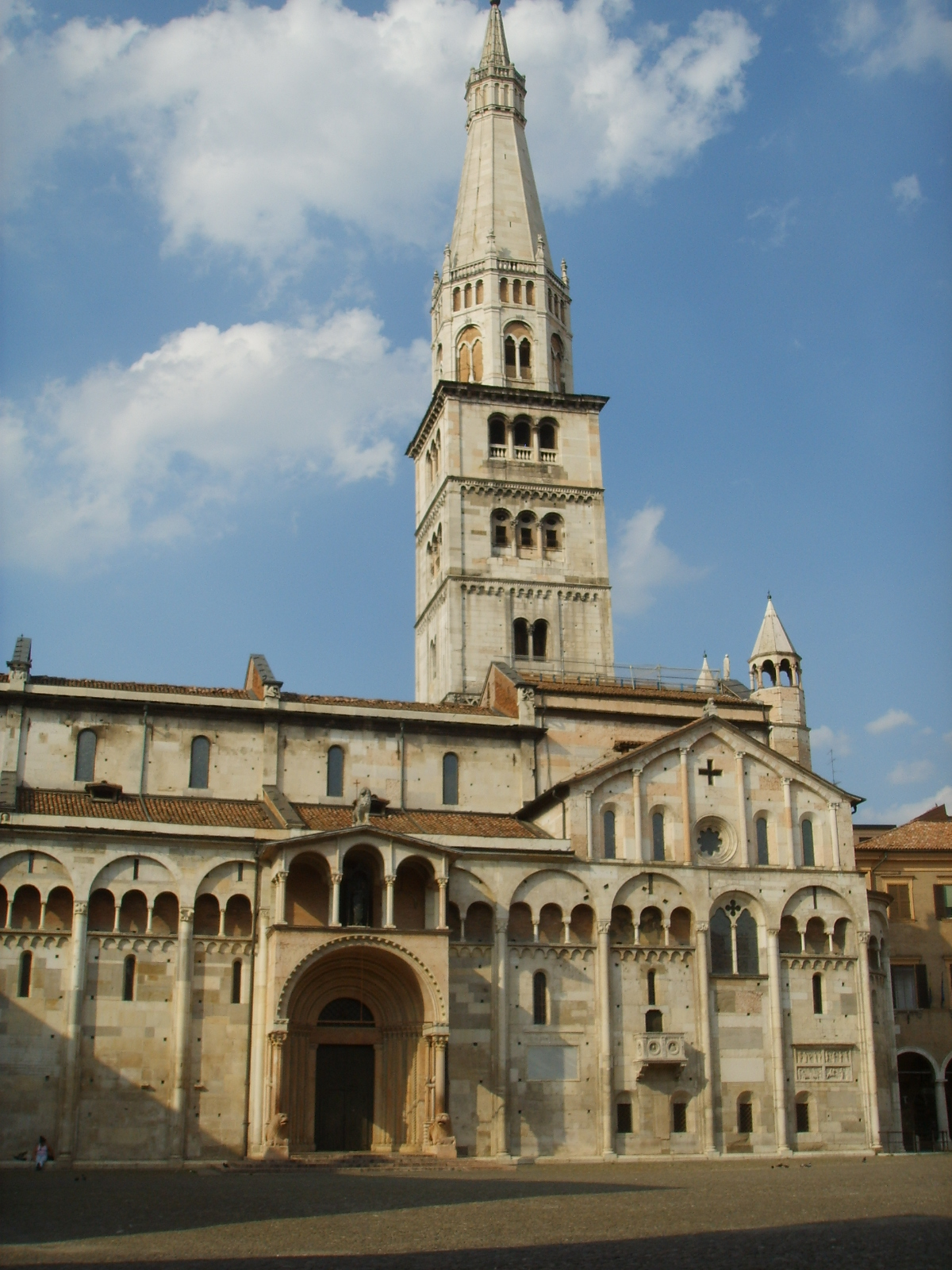
Il duomo di Modena

L'architettura romanica in Italia copre un periodo di produzione architettonica più ampio di altri paesi europei, dai precoci esempi intorno alla metà dell'XI secolo fino, in alcune regioni, a tutto il XIII secolo.
Dal 2007 il Consiglio d'Europa ha promosso un Itinerario Culturale del Consiglio d'Europa ideato per valorizzare, studiare e promuovere il patrimonio artistico e la conoscenza dell'arte romanica in Europa: Transromanica.

## Varianti regionali
Il panorama artistico è molto variegato, con "romanici" regionali con caratteristiche proprie, sia per quanto riguarda le tipologie costruttive sia i materiali utilizzati. Grande varietà è data anche dai molteplici materiali utilizzati, che dipendevano fortemente dalla disponibilità locale, dato che le importazioni erano molto costose. Infatti, in Lombardia il materiale più utilizzato fu il laterizio, data la natura argillosa del terreno, questo non vale però a Como, che invece aveva grande disponibilità di pietra; in Toscana invece non sono rari gli edifici in marmo bianco di Carrara con inserti in marmo serpentino verde; in Puglia venne usata il chiaro tufo calcareo. A parte il caso pugliese, da Roma in giù il romanico tende a mescolarsi con caratteristiche di provenienza normanna, bizantina ed araba.
Si possono individuare alcune zone principali: 
- la zona lombarda e emiliana, che influenzò buona parte del nord-Italia, dal Veneto occidentale alla Liguria;
- Venezia, con caratteristiche peculiari influenzate dall'architettura bizantina;
- la zona di influenza pisana: Toscana settentrionale fino a Pistoia, Sardegna e Corsica, oltre a altre zone costiere isolate;
- il romanico fiorentino o "proto-rinascimento";
- la fascia adriatica dalle Marche al Molise
- Umbria e Lazio settentrionale, crocevia di più influssi;
- Roma;
- la zona campana;
- il romanico pugliese;
- Sicilia e Calabria, con forti influenze bizantine e normanne ma nella prima, anche arabe.
- Sardegna con influenze pisane, lombarde, della Francia meridionale.

## Architettura romanica lombarda ed emiliana

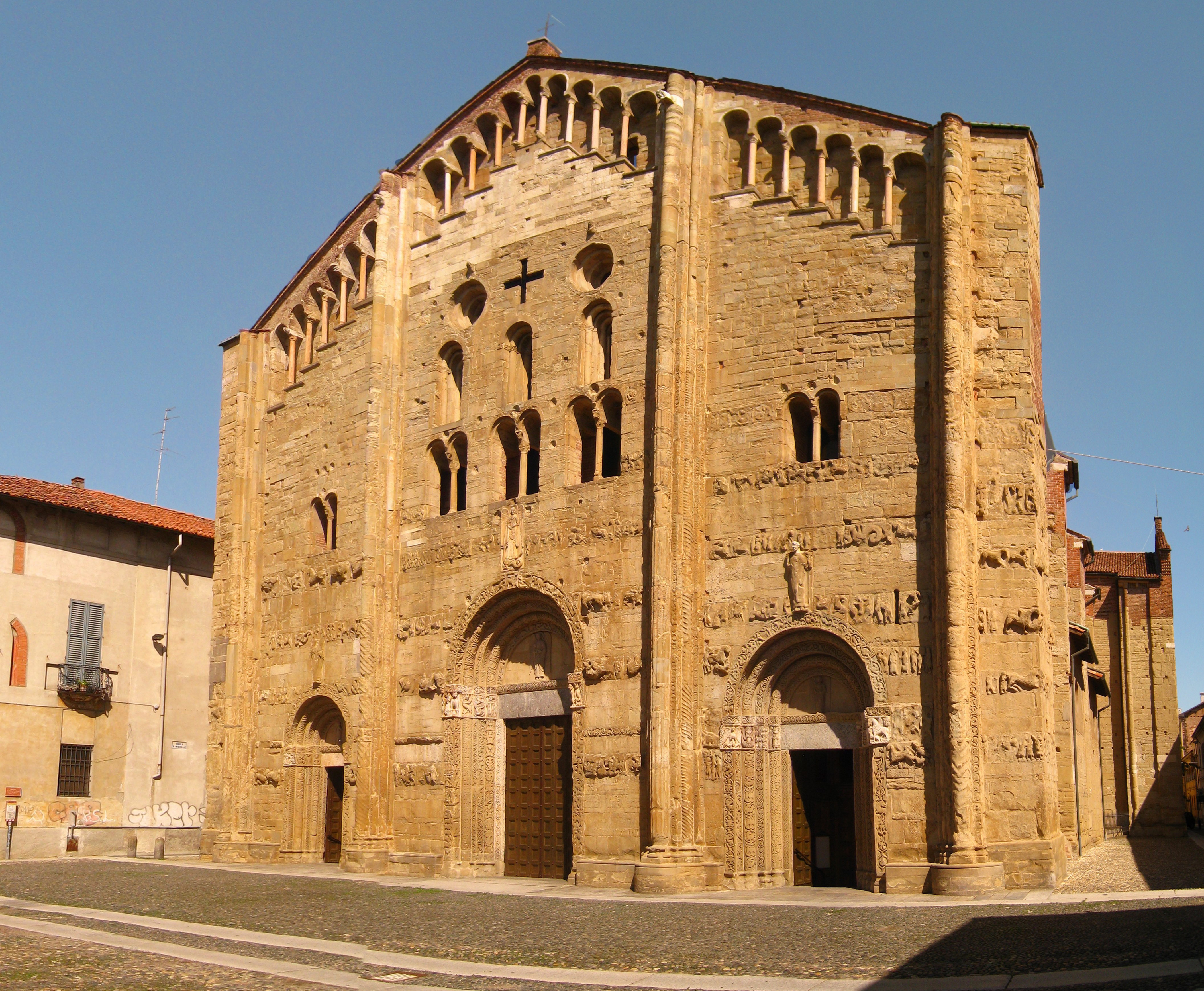
San Michele Maggiore a Pavia

La Lombardia, intesa come unità territoriale allora più ampia di oggi, comprendente Emilia e altre zone vicine, fu la prima regione a ricevere le novità artistiche dall'Oltralpe, grazie all'ormai secolare movimento di artisti lombardi in Germania e viceversa.
Queste influenze vennero elaborate secondo schemi tipicamente italiani, come quelli offerti dall'esempio precoce dell'abbazia di Pomposa (di magister Marzulo), consacrata nel 1026, con un campanile iniziato da Magister Deusdedit nel 1063. Vi si riscontra un'originale decorazione bicroma, tramite l'uso di mattoni bianchi e rossi, e per la prima volta in Italia la facciata appare decorata da sculture, in questo caso da bassorilievi finemente scolpiti e traforati con tralci ed animali ispirati forse alle stoffe sasanidi della Persia. Anche il campanile è precoce sia per tipologia (isolato rispetto al corpo della chiesa, secondo un modello che divenne poi tipicamente italiano), si per lo stile delle decorazioni, con archetti pensili e lesene che movimentano la muratura, forata dall'apertura di finestre ad archetti via via più ampie. Si pensa che queste caratteristiche siano state importate dal mondo bizantino e armeno.
Più vicine a modelli germanici sono le chiese di Santa Maria Maggiore a Lomello (1025-1050) e di San Pietro al Monte a Civate (con doppia abside contrapposta).
Importante è il precoce esempio della basilica di Sant'Abbondio a Como, a cinque navate a coperta a travi lignee, dove è presente un doppio campanile nello stile dei Westwerk tedeschi e una decorazione del paramento esterno con archetti ciechi e lesene, oltre che da un notevole corredo scultoreo dei Maestri comacini.

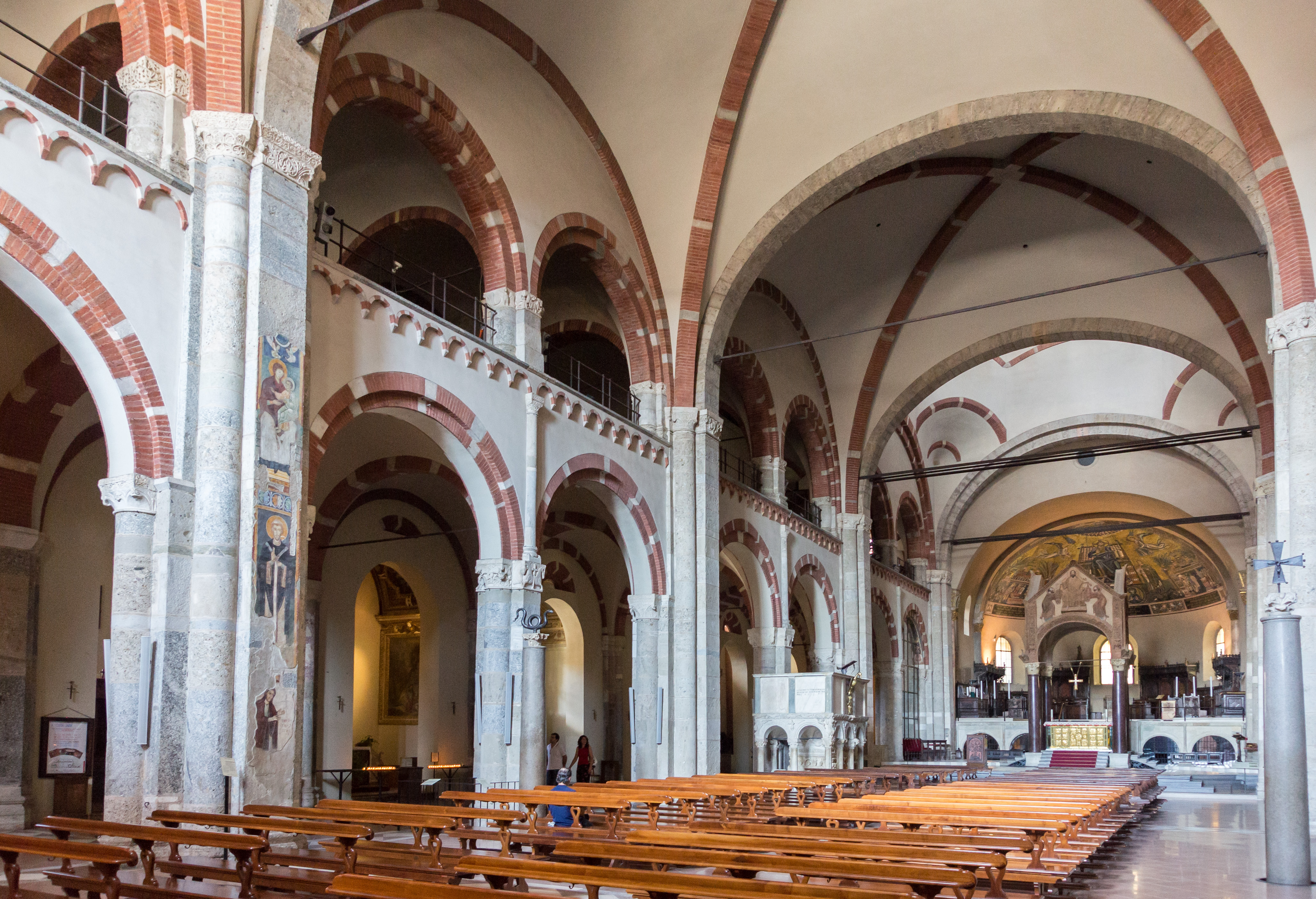
Interno di Sant'Ambrogio, Milano

Tra la fine dell'XI e l'inizio del XII secolo, in uno stile romanico già maturo, venne ricostruita la basilica di Sant'Ambrogio a Milano, dotandola di volte a crociera costolonate ed un disegno molto razionale, con una perfetta corrispondenza tra il disegno in pianta e gli elementi in alzato. L'isolamento stilistico di Sant'Ambrogio non doveva essere spiccato quanto oggi, rispetto all'epoca della ricostruzione, quando esistevano altri monumenti andati perduti o pesantemente manomessi nei secoli (come il duomo di Pavia, di Novara, di Vercelli, ecc.).
Altri sviluppi sono testimoniati dalla basilica di San Michele Maggiore a Pavia, con la facciata costituita da un unico grande profilo pentagonale con i due spioventi, tripartito da contrafforti a fascio, e, nella parte alta, decorato da due gallerie simmetriche di archetti su colonnine, che seguono il profilo della copertura; il forte sviluppo ascensionale è sottolineato anche dalla disposizione delle finestre, concentrate nella zona centrale. Il modello di questa chiesa venne ripreso anche nella chiese pavesi di San Teodoro e di San Pietro in Ciel d'Oro (consacrata nel 1132), e venne sviluppato nel duomo di Parma (fine XII-inizio XIII secolo) e in quello di Piacenza (iniziato nel 1206).
Il duomo di Modena è una delle testimonianze pervenutaci in maniera più coerentemente unitaria di tutta l'architettura romanica. Fondato nel 1099 ad opera dell'architetto lombardo (forse comasco) Lanfranco, fu costruito in poche decine d'anni, per questo non presenta inserimenti gotici significativi. A tre navate prive di transetto e con tre absidi, era coperta anticamente da capriate lignee, che vennero sostituite con volte a crociera soltanto nel XV secolo. La facciata a spioventi riflette la forma interna delle navate, ed è tripartita da due poderose paraste mentre il centro è dominato dal portale con protiro a due piani (il rosone ed i portali laterali sono invece più tardi). La serie continua di loggette ad altezza di "matroneo", racchiuse da arcate cieche, che cingono tutt'intorno il duomo, creano un ritmato effetto di chiaroscuro, molto copiato in costruzioni successive. Di straordinario pregio e importanza è il corredo scultoreo composto dai celebri rilievi di Wiligelmo e dei suoi seguaci. La basilica di San Zeno a Verona è l'esempio più diretto di derivazione dal duomo modenese.
Notevole è pure il duomo di Fidenza, come pure richiami romanici ha la cattedrale di San Giorgio (Ferrara).
Sul territorio romagnolo originario uno dei monumenti romanici più di rilievo è la Pieve di San Pietro in Messa a Pennabilli, costruita sulla sede di un antico tempio romano; la base dell’attuale altare è costituita dall’antica ara d’epoca imperiale.
In Piemonte le influenze lombarde si sommarono a quelle del romanico francese, provenzale, come nella Sacra di San Michele o nella chiesa dei Santi Pietro e Orso ad Aosta. In Liguria il linguaggio stilistico lombardo venne ulteriormente filtrato e mischiato con influenze pisane e bizantine, come nel duomo di Ventimiglia o nelle chiese genovesi di Santa Maria di Castello, San Donato, Santa Maria delle Vigne e San Giovanni di Pré, compresi i corredi scultorei originari.

## Venezia

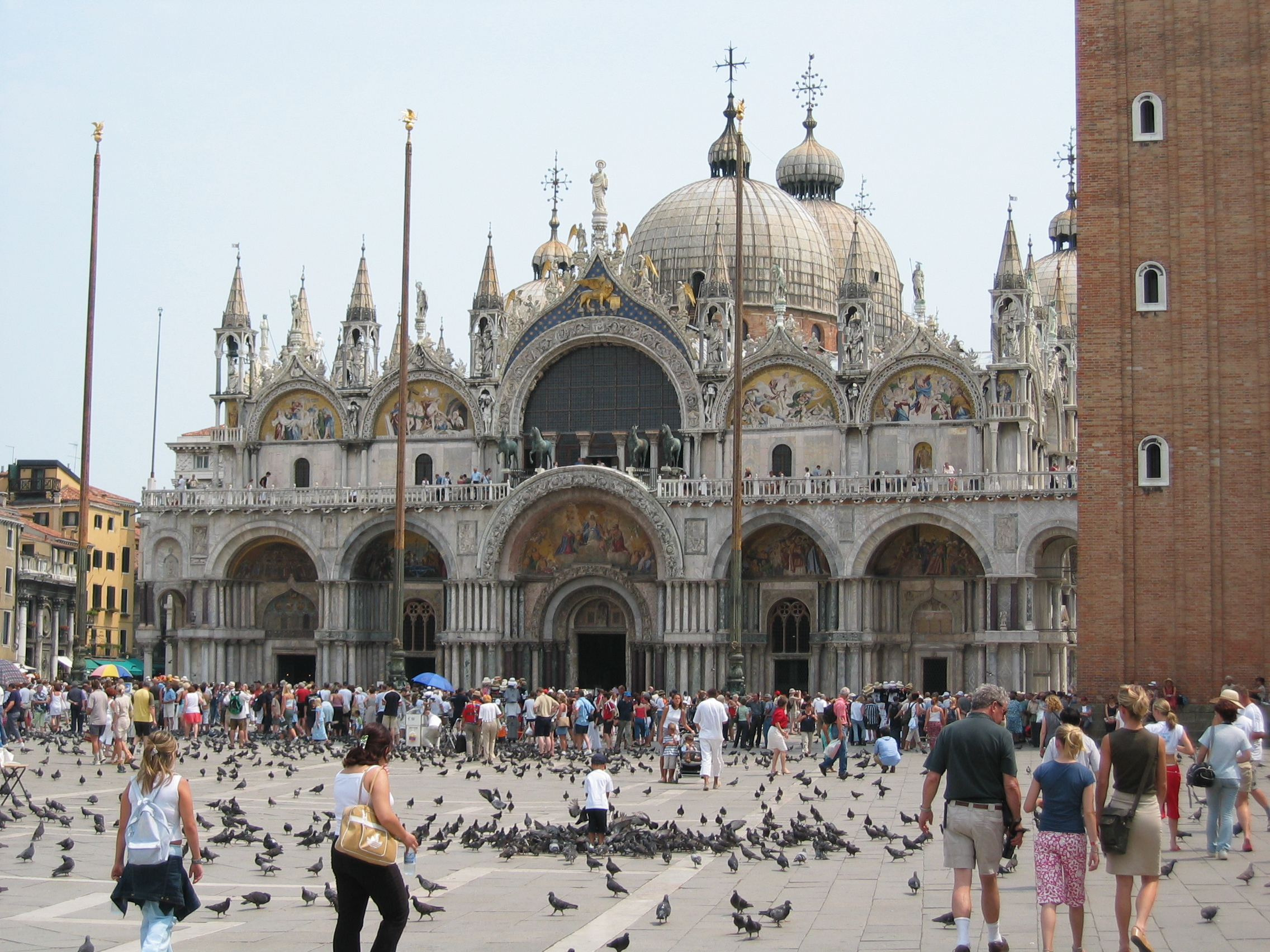
La basilica di San Marco, Venezia

A Venezia il capolavoro architettonico di questo periodo fu la costruzione della basilica di San Marco. Iniziata dal doge Domenico Contarini nel 1063 su un edificio preesistente, fungeva da cappella palatina di Palazzo Ducale e non dipendeva dal patriarca di Venezia. La basilica poté dirsi conclusa solo nel XIV secolo, ma nonostante ciò costituisce un insieme unitario e coerente tra le varie esperienze artistiche a cui è stata soggetta nel corso dei secoli.
La basilica è una congiunzione pressoché unica tra arte bizantina e occidentale. La pianta è a croce greca con cinque cupole distribuite al centro e lungo gli assi della croce, raccordate da arconi. Le navate, tre per braccio, sono divise da colonnati che confluiscono verso i massicci pilastri che sostengono le cupole; essi non sono realizzati come blocco unico di muratura ma articolati a loro volta con quattro pilastri e una cupoletta.
Elementi di origine occidentale sono invece la cripta, che interrompe la ripetitività di una delle cinque unità spaziali, e la collocazione dell'altare non al centro della struttura (come nei martyrion bizantini), ma nella zona absidale est. Per questo i bracci non sono identici, ma sull'asse est-ovest hanno la navata centrale più ampia, creando così un asse longitudinale principale che convoglia lo sguardo verso l'altare.
L'esterno venne sontuosamente decorato dopo la presa di Costantinopoli del 1204, con lastre di marmo, colonne policrome e statue di spoglio della capitale bizantina. Più o meno nello stesso periodo vennero rialzate le cupole, per essere visibili dall'esterno, e venne disegnata la piazza porticata di San Marco. L'interno è coperto da preziosi mosaici che furono realizzati in un arco di tempo che va dall'inizio dell'XI secolo al XIII secolo (senza contare i rifacimenti rinascimentali e le aggiunte in facciata del Sette e Ottocento).
Il resto del Veneto fu dominato dalle influenze bizantine che filtravano da Venezia, ma una citazione di modi lombardi è riscontrabile nei due ordini di loggette lungo la zona absidale della chiesa dei Santi Maria e Donato a Murano. Verona invece, come detto nel paragrafo precedente, era nella sfera di influenza emiliana.

## Architettura romanica nella zona alpina

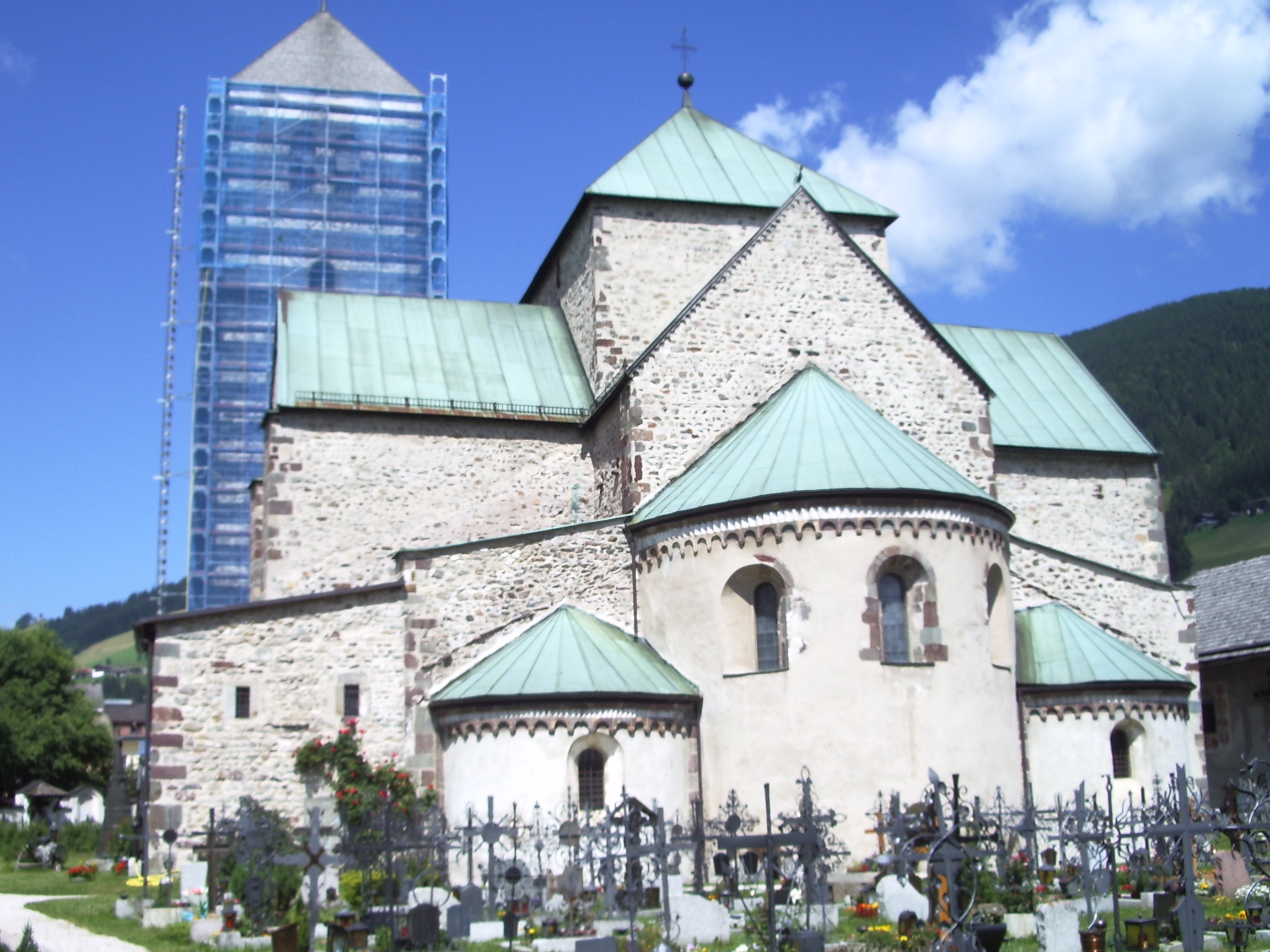
Il retro della collegiata di San Candido

A San Candido vi è un importante esempio di architettura romanica in zona alpina, la collegiata di San Candido, che presenta, come spesso accade in quelle zone, elementi derivati da culture diverse, essendo posto lungo un valico in cui correva il confine geografico tra Italia e zona nordica.

## Architettura romanica in Toscana

### Il romanico pisano

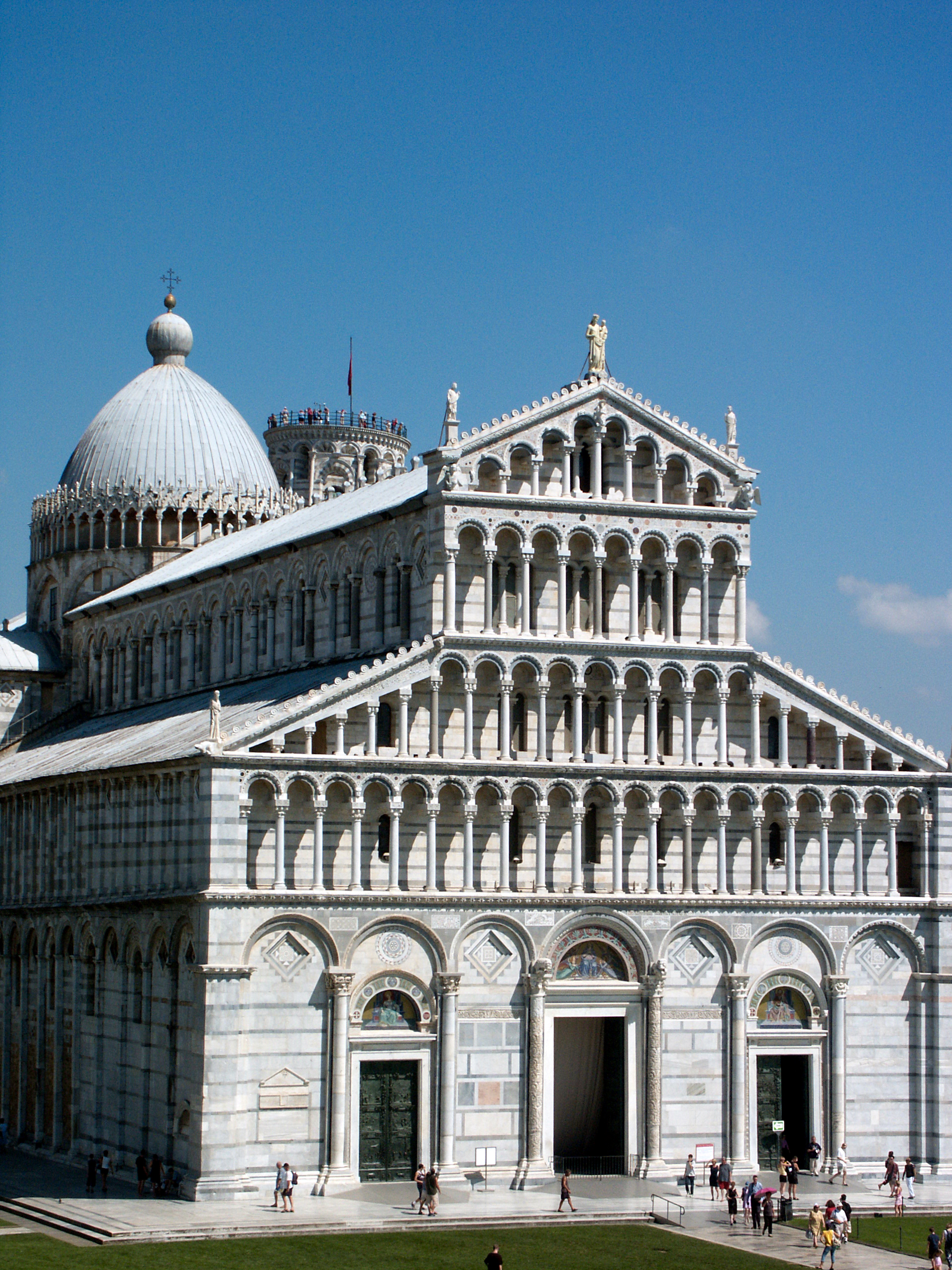
Il duomo di Pisa

Il romanico pisano si sviluppò a Pisa al tempo in cui era una potente Repubblica Marinara, dalla seconda metà dell'XI alla prima del XIII secolo, e si irradiò ai territori controllati dalla Repubblica di Pisa (Corsica e parte della Sardegna comprese) e a una fascia di Toscana settentrionale da Lucca fino a Pistoia. Il carattere marittimo della potenza pisana, e la peculiarità degli elementi stilistici propri del suo stile fecero sì che la diffusione del romanico pisano si estendesse ben oltre la sfera di influenza politica della città. Influssi pisani si trovano in diversi punti dell'area mediterranea, come anche le coste dell'Adriatico (Puglia, Istria)
La prima realizzazione fu il duomo di Pisa, iniziato nel 1063-1064 da Buscheto e proseguito da Rainaldo, che venne consacrato nel 1118. Come a Venezia, l'architettura pisana venne influenzata da quella costantinopolitana e bizantina in generale, con cui la Repubblica aveva forti contatti commerciali. Elementi di possibile influsso bizantino sono i matronei e la cupola ellittica con coronamento a bulbo, posta alla maniera "lombarda" all'incrocio dei bracci. Ma elementi orientali vennero reinterpretati secondo un preciso gusto locale, pervenendo a forme artistiche di notevole originalità. Per esempio l'interno a cinque navate con colonnati (anticamente a croce greca, ampliato a pianta latina da Rainaldo), ispirato alla scomparsa cattedrale romanica di San Martino a Lucca, ha una spazialità tipicamente paleocristiana.

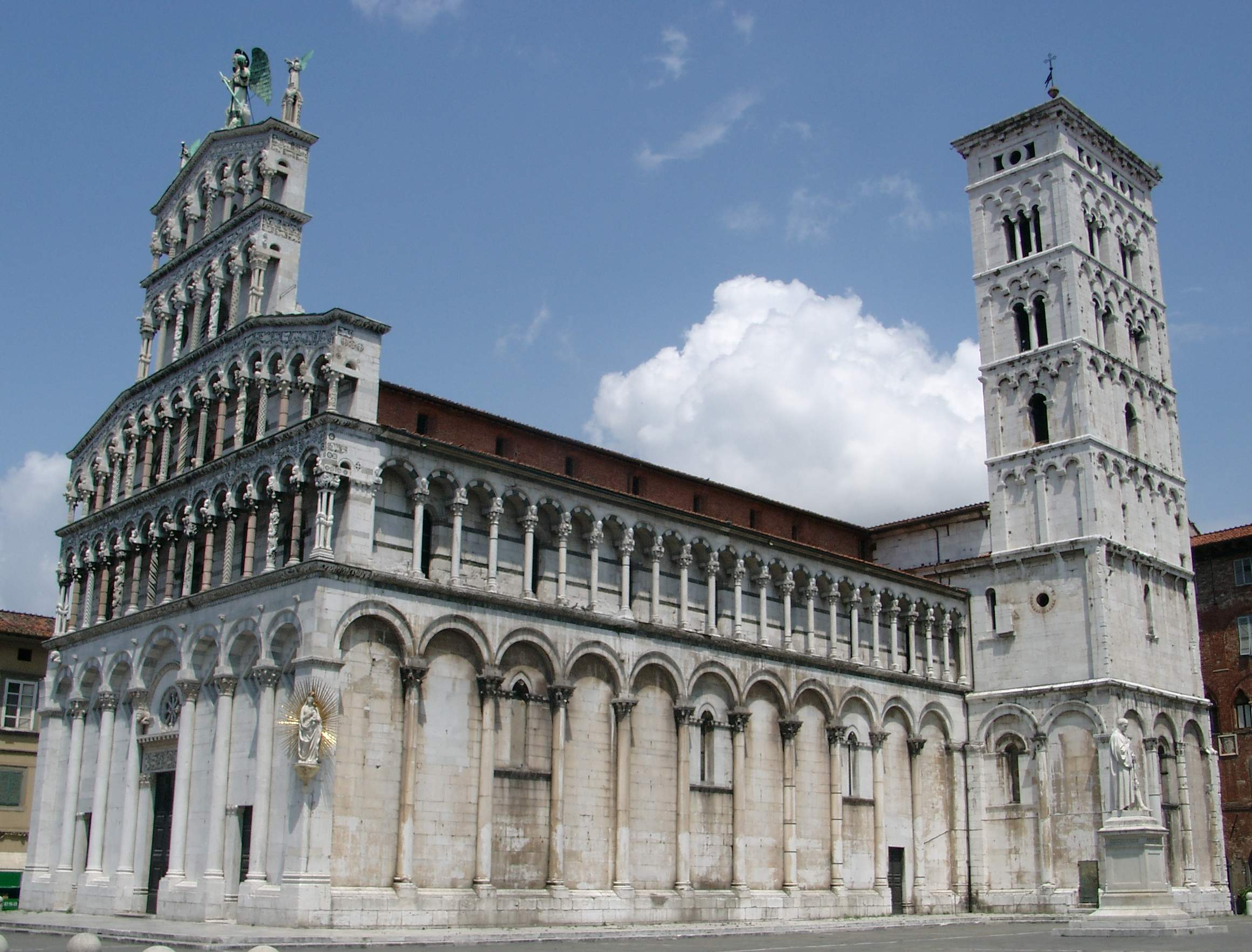
San Michele in Foro, Lucca

Elementi tipici del romanico pisano sono l'uso dalle loggette pensili, ispirate all'architettura lombarda, ma moltiplicate fino a coprire su ordini diversi intere facciate, e di arcate cieche, il motivo della losanga, una delle caratteristiche più riconoscibili, derivato da modelli islamici nord-africani, e la bicromia a fasce alternate, derivata da modelli della Spagna musulmana.
Altri capolavori a Pisa sono la celeberrima Torre pendente (iniziata nel 1173), il primo anello del Battistero (iniziato nel 1153), la chiesa di San Paolo a Ripa d'Arno (fine XII-l'inizio del XIII secolo), la chiesa di San Michele in Borgo.
Da Pisa il nuovo stile arrivò a Lucca, sovrapponendosi al primitivo romanico lucchese conservato nella basilica di San Frediano e Sant'Alessandro Maggiore. La chiesa di San Michele in Foro, Santa Maria Forisportam, la facciata della cattedrale di San Martino (terminata nel 1205), ad opera delle maestranze di Guidetto da Como rappresentano un'evoluzione dello stile pisano in forme ancora più ricche sul piano decorativo, a scapito della originalità architettonica. 
A Pistoia l'uso del marmo verde di Prato abbinato in fasce alternate al marmo bianco creò effetti di vibrante bicromia (chiesa di San Giovanni Fuorcivitas, XII secolo) così come nel duomo di Prato.
Oltre alla direttrice verso est, l'influenza del romanico pisano seguì anche una direttrice verso sud (duomo di Volterra, duomo di Massa Marittima) assumendo caratteri in parte autonomi che hanno fatto parlare di romanico volterrano.
Decine di pievi sparse nella campagna seguono gli stilemi pisani declinandoli in molte varianti ed adattandoli alla variabile disponibilità economica delle popolazioni del contado. Spicca tra queste la pieve di Santa Maria Assunta a Chianni.
In Sardegna sono visibili influssi dell'architettura pisana in diversi edifici così come in Liguria e in Corsica. L'influenza del romanico pisano giunse anche in Puglia e di lì anche in Dalmazia.

### Il romanico a Firenze

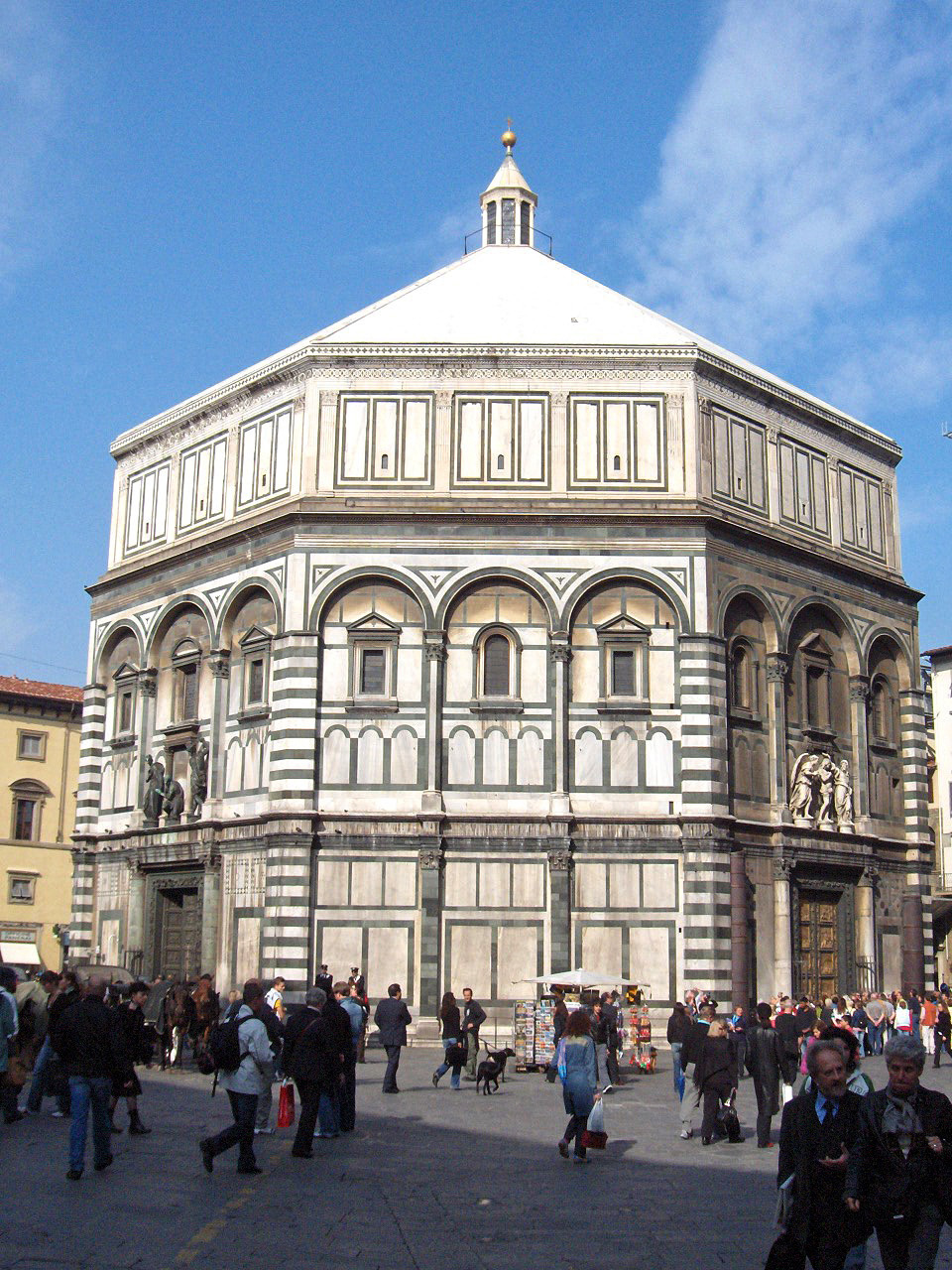
Battistero di San Giovanni, Firenze

A Firenze tra XI e XII secolo si usarono alcuni elementi comuni al romanico pisano, ma con un'impronta molto diversa, caratterizzata da una serena armonia geometrica che ricorda le opere antiche. Evidente è nel Battistero di San Giovanni il senso del ritmo nella scansione dei volumi esterni, tramite l'uso di riquadri, lesene classicheggianti, archetti ciechi a tutto sesto ecc. seguendo un preciso schema modulare che si ripete sugli otto lati. La datazione del battistero è stata a lungo discussa (edificio romano trasformato in basilica? Edificio paleocristiano? Edificio romanico?), anche per la scarsità di documentazione. A seguito di scavi archeologici, effettuati dopo il 2000, si è riscontrato che le fondazioni sono ben due metri sopra il livello della pavimentazione romana, quindi se ne può dedurre che l'epoca d'impianto dell'edificio non è anteriore al IX secolo. Il paramento interno a marmi policromi, fortemente ispirato al Pantheon di Roma, venne comunque concluso all'inizio del XII secolo (i mosaici pavimentali sono datati 1209 e quelli della scarsella 1218), mentre la prima fase del rivestimento esterno deve risalire circa allo stesso periodo.
Altri esempi del rinnovato stile fiorentino sono la basilica di San Miniato al Monte (iniziata nel 1013 e completata gradualmente fino al XIII secolo), che presenta una scansione razionalmente ordinata della facciata bicroma, e una rigorosa struttura ispirata al romanico lombardo (tribuna). La piccola San Salvatore al Vescovo, la collegiata di Sant'Andrea a Empoli e il paramento incompleto della facciata della Badia Fiesolana, insieme ad un modesto numero di pievi e chiese minori, completano il quadro.
Lo stile fiorentino non ha avuto la diffusione del romanico pisano o lombardo, tuttavia la sua influenza fu determinante per i successivi sviluppi dell'architettura, in quanto ha costituito la base alla quale attinsero Francesco Talenti, Leon Battista Alberti, Filippo Brunelleschi e gli altri architetti che crearono l'architettura del Rinascimento. La chiesa dei Santi Apostoli ne è un chiaro esempio; infatti per la sua spazialità annuncia, come notò il Vasari, temi rinascimentali. Per questo, nel caso del romanico fiorentino, si può parlare di "proto-rinascimento", ma al tempo stesso di estrema propaggine della tradizione architettonica tardoantica. Proprio dal perseguimento di un ideale "classico" collocato fuori del tempo nascono le difficoltà di datazione del Battistero, analogamente a quanto si verifica per altri monumenti medievali italiani di forte impronta classica, come la chiesa di Sant'Alessandro a Lucca o la basilica di San Salvatore a Spoleto con il vicino Tempietto del Clitunno.

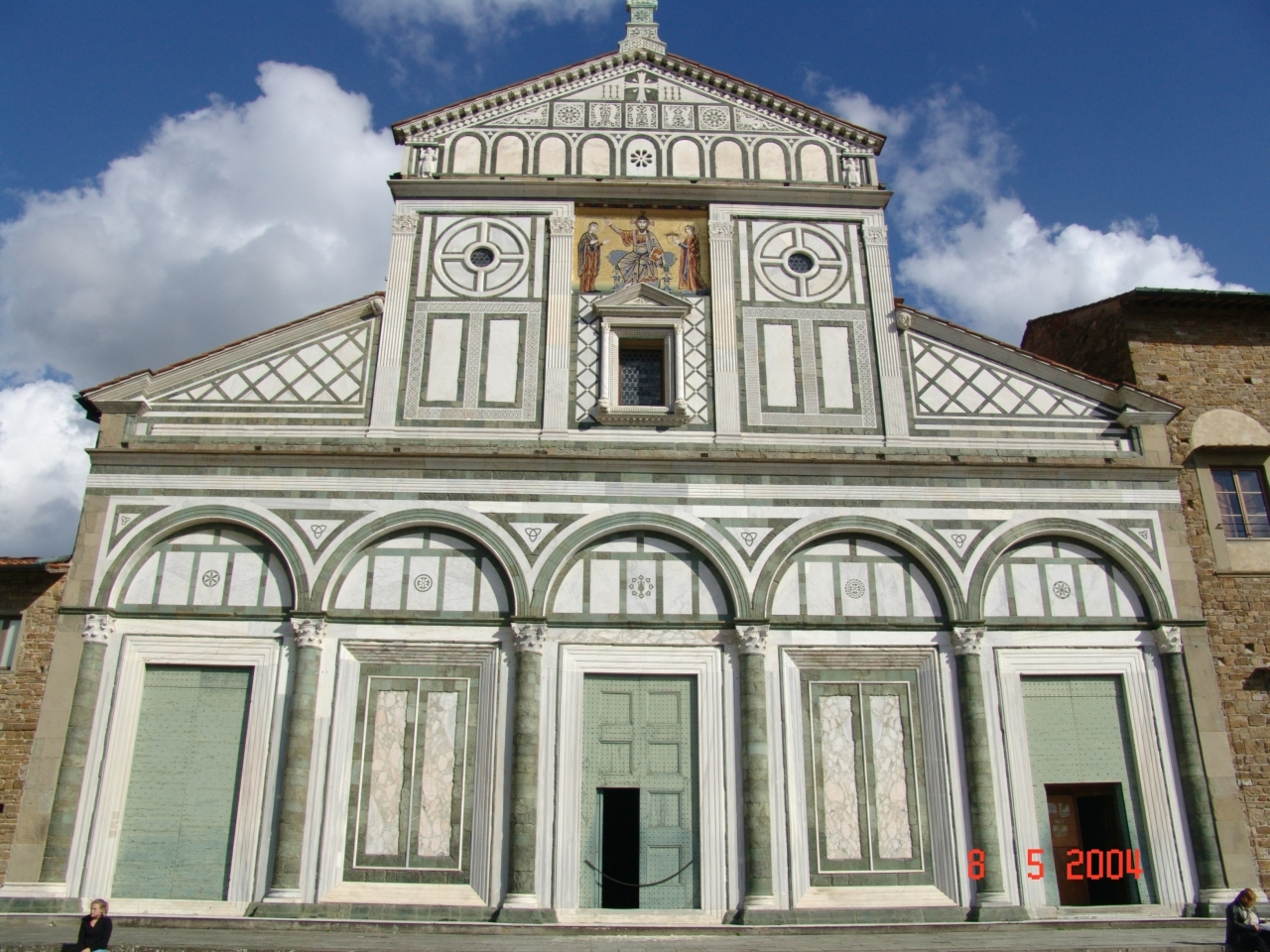
La facciata di San Miniato al Monte, Firenze
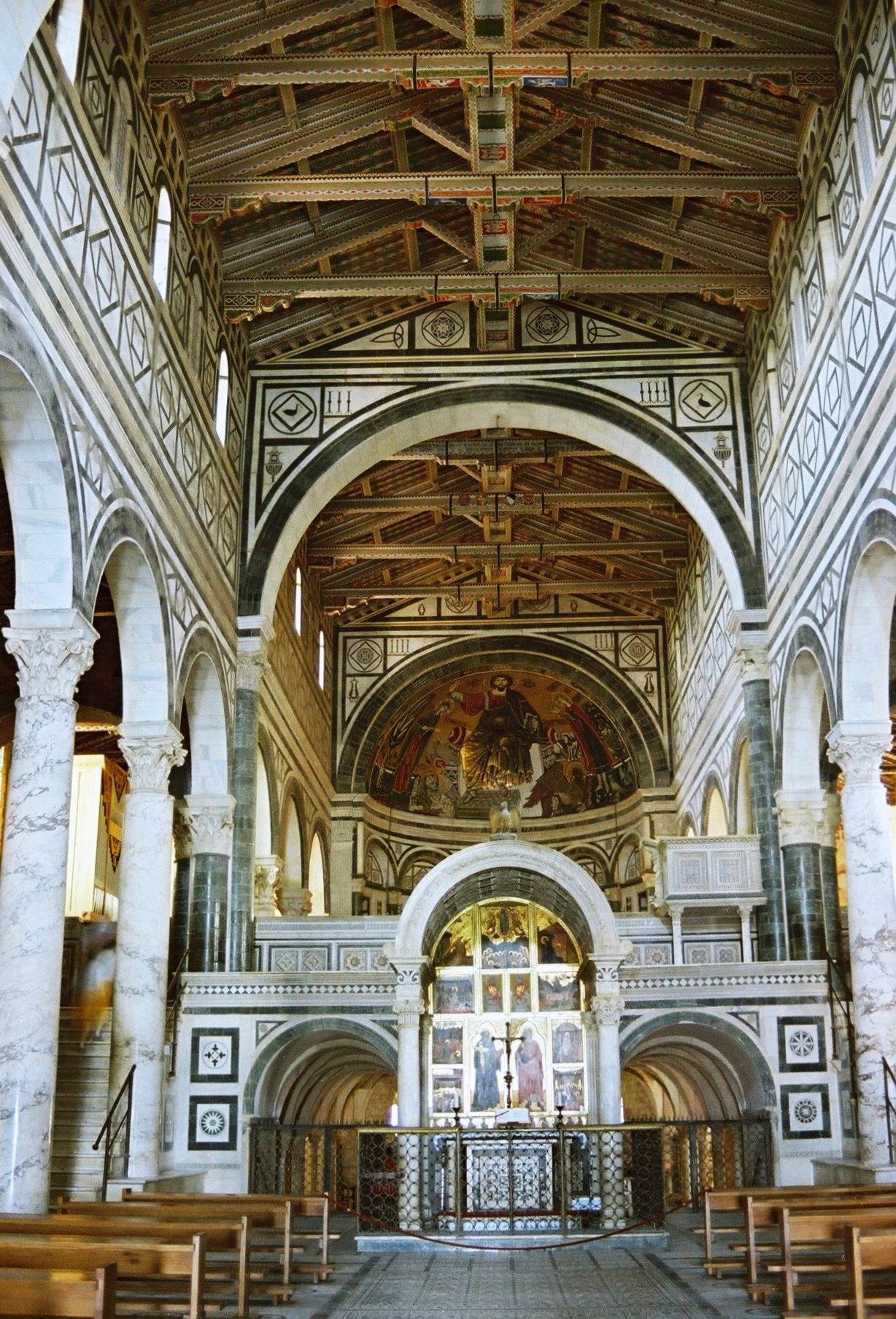
Interno di San Miniato
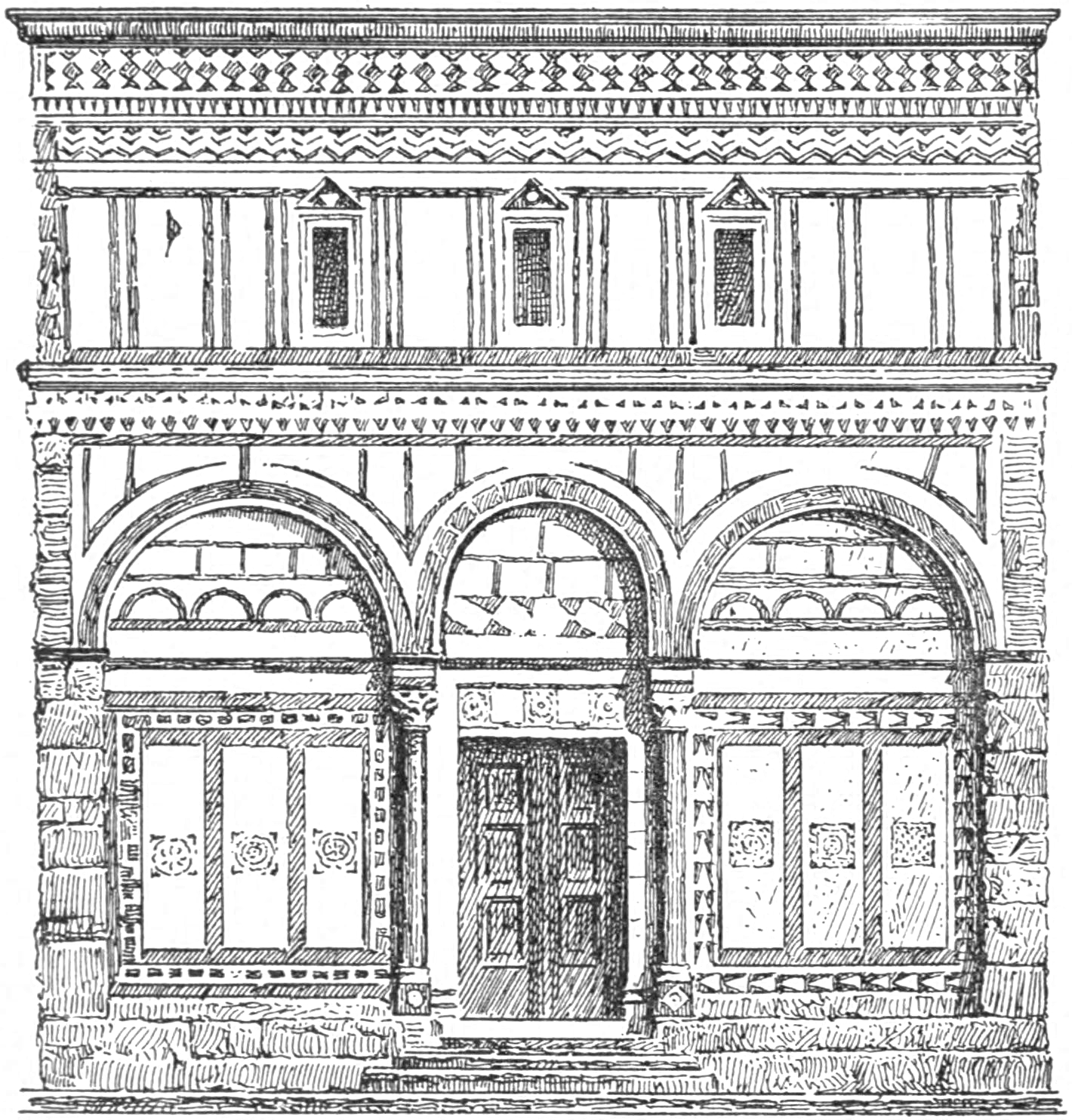
Badia Fiesolana, Fiesole
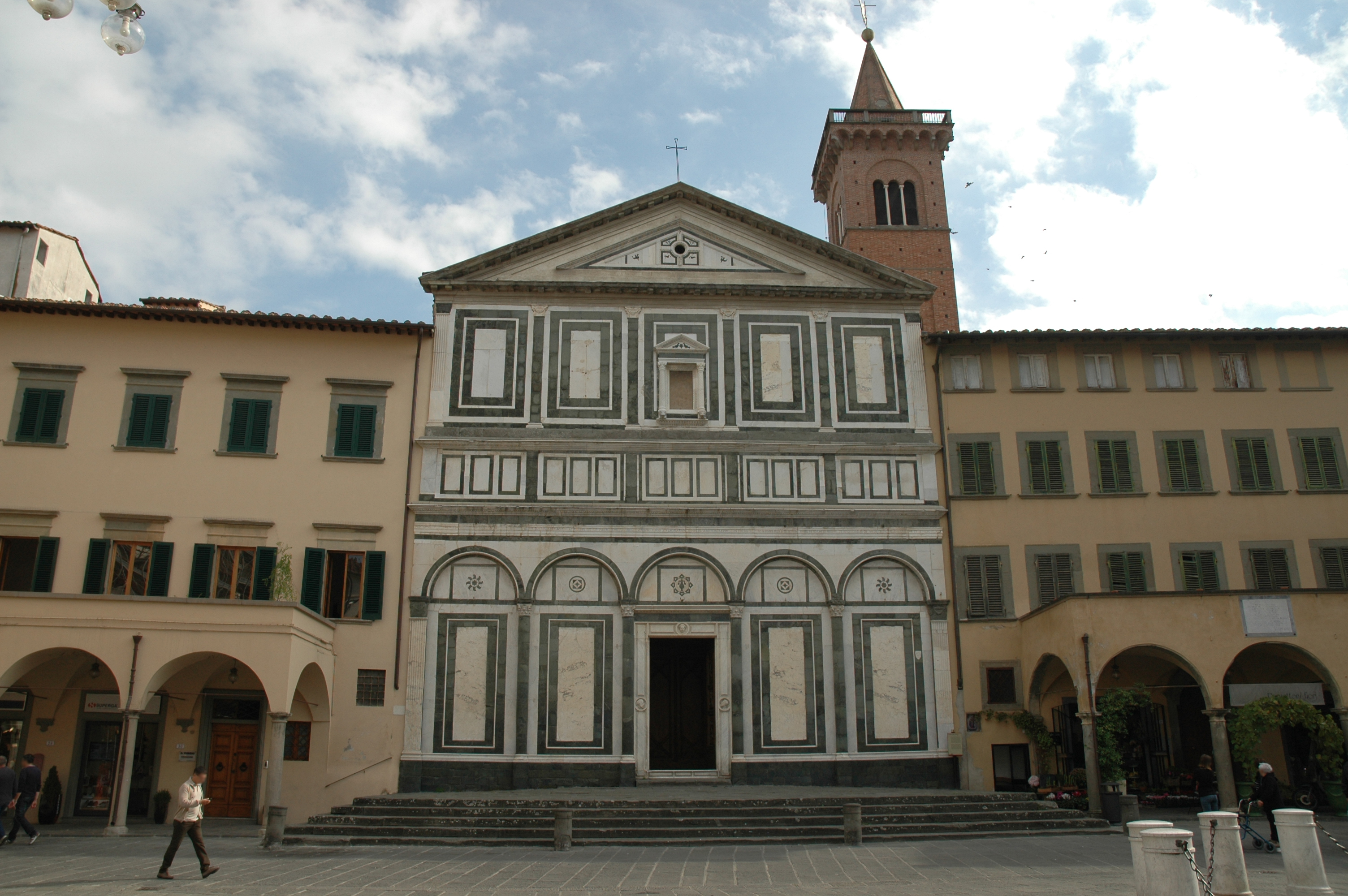
La collegiata di Empoli

### Il resto della Toscana
Fuori dall'influenza culturale delle principali città, la Toscana è straordinariamente ricca di numerose chiese romaniche poste soprattutto in ambito rurale.
Molte sono di origine monastica e sono dovute alla presenza di vari ordini, antichi come i benedettini o di nuova origine (riformati) come quello cluniacense o quelli dei camaldolesi e dei vallombrosani. A causa del carattere sovrannazionale degli ordini monastici sono ricche anche di influenze transmontane o comunque non toscane. Tra queste l'abbazia di Sant'Antimo (metà dell'XII secolo), fa parte di un'esigua classe di chiese italiane ispirata a modelli francesi, con navate a ritmo obbligato (alternanza semplice colonna-pilastro), presbiterio a colonne, deambulatorio a cappelle radiali. L'enorme diffusione di questo tipo in Francia (centinaia di esempi, per lo più allineati lungo le vie di pellegrinaggio) rende arduo individuare una diretta filiazione.
Tipica delle chiese di origine monastica, solitamente a una sola navata, è la presenza di cripte come per esempio nell'abbazia di Farneta a Cortona e nell'abbazia di San Salvatore sul Monte Amiata che addirittura presenta il motivo nordico della facciata tra due torri.
Molti dei centri monastici avevano una funzione di hospitium, cioè di centro di accoglienza per pellegrini e viandanti in genere, posti non solo lungo la via Francigena, ma anche lungo numerosi altri percorsi sulla direttrice nord-sud, come le chiese poste sul Montalbano (San Giusto, San Martino in Campo), o quelle verso i vari valichi appenninici (San Salvatore in Agna, badia di Montepiano).
Comunque molte delle chiese rurali sono invece pievi, centri religiosi di territori caratterizzati dall'insediamento sparso, e posti pertanto, ancora oggi, isolate nel paesaggio agricolo e non inserite in centri abitati. Le pievi rurali, dovendo assicurare una maggiore capienza, sono spesso a tre navate e triabsidate e più influenzate dalle scuole artistiche delle vicine città, anche se non sono prive di influenze lombarde, dovute a maestranze itineranti padane, come la pieve di Monterappoli che è la prima di una serie di chiese della Valdelsa e come la pieve di San Leonardo ad Artimino, la Pieve di San Pietro a Romena, la Pieve di San Pietro a Gropina.

## Architettura romanica in Umbria, Marche e Lazio settentrionale

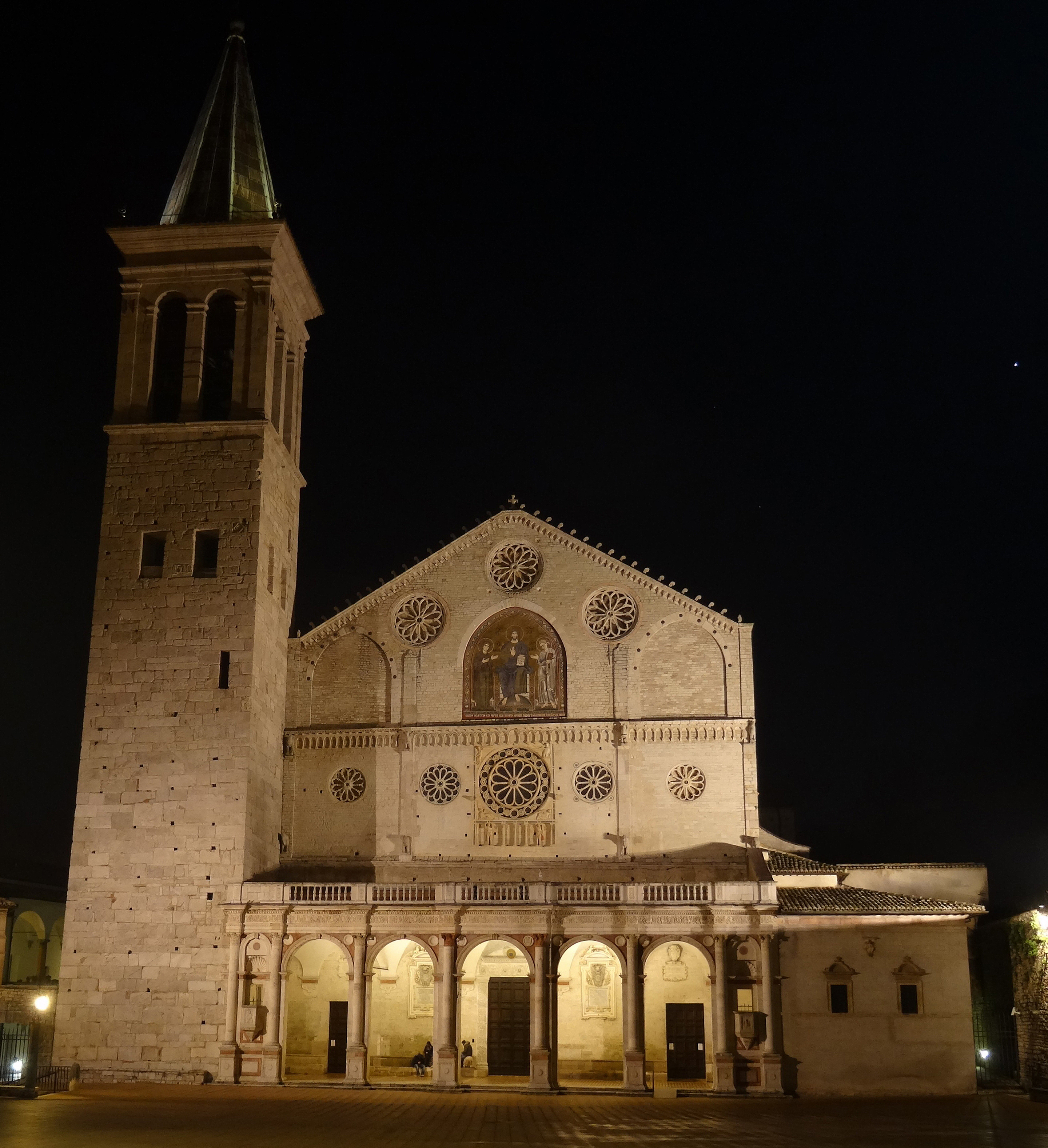
Il duomo di Spoleto

### Umbria
Anche in Umbria alcune chiese mostrano influenze lombarde, sebbene combinate con elementi più classici desunti da vestigia antiche sopravvissute nella regione. È il caso della basilica di Santa Maria Infraportas a Foligno, delle chiese di San Salvatore a Terni o Santa Maria Maggiore ad Assisi.
Simili tra loro sono le soluzioni più originali del duomo di Assisi (San Rufino, dalla metà del XII secolo) o del duomo di Spoleto (iniziato nel 1175) o della chiesa di San Pietro extra moenia sempre a Spoleto, caratterizzati da una ripartizione in riquadri della facciata, in uno nitido schema geometrico. A San Pietro i riquadri vennero anche decorati da preziosi rilievi marmorei con scene sacre e allegoriche. In alcune chiese, come nel duomo di Spoleto troviamo mosaici di influenza romana.

### Marche
Nelle Marche i modelli offerti dall'architettura lombarda ed emiliana vengono rielaborati con originalità e combinati con elementi bizantini relativi all'uso di modelli a pianta centrale. Per esempio la chiesa di Santa Maria di Portonovo presso Ancona (metà dell'XI secolo) o la cattedrale di San Ciriaco (fine XI secolo-1189), presentano una planimetria a croce greca con una cupola all'incrocio dei bracci e una protiro in facciata che inquadra un portale fortemente strombato.
Un esempio ancor più fedele ai modelli bizantini è la pianta a croce greca entro un quadrato della chiesa di San Claudio al Chienti (XI-XII secolo) o in San Vittore alle Chiuse a Genga (XI secolo) dove è presente anche una cupola centrale e cinque absidi (tre sul fondo e due sui fianchi).

### Lazio
Nel Lazio settentrionale molti edifici, specie nei centri minori rivelano l'opera diretta di maestranze lombarde, specie nei pilastri o nelle volte
Comunque gli influssi lombardi filtrati dall'Umbria vennero fecondati con l'ininterrotta tradizione classica: a Montefiascone con la chiesa di San Flaviano (inizio XII secolo), a Tarquinia con chiesa di Santa Maria in Castello (iniziata nel 1121), a Viterbo con più basiliche (Santa Maria Nuova, San Francesco a Vetralla, il duomo, San Sisto, San Giovanni in Zoccoli), tutte decorate probabilmente da maestranze lombarde che in alcuni casi parteciparono anche alla definizione dell'architettura.
Particolare è la chiesa di Santa Maria Maggiore di Tuscania, costruita in due fasi dal XII secolo al 1206 con pianta basilicale di derivazione paleocristiana ma con in facciata elementi di derivazione padana come il portale fortemente strombato con leoni stilofori e la rappresentazione della Sedes Sapietiae (la Madonna col bambino seduta) scolpita nell'architrave, dove le gambe della Madonna pendono letteralmente dalla superficie scolpita. Sempre a Tuscania si erge la splendida chiesa di San Pietro, caratterizzata da un raffinato rosone opera dei maestri comacini. Nel campanile della cattedrale di Gaeta sono fuse esperienze spaziali tardoromane e bizantine accanto a temi islamizzanti, e risale alla seconda metà del XII secolo; in seguito al rifacimento della vecchia cattedrale appare oggi completamente isolato dall'originario contesto.

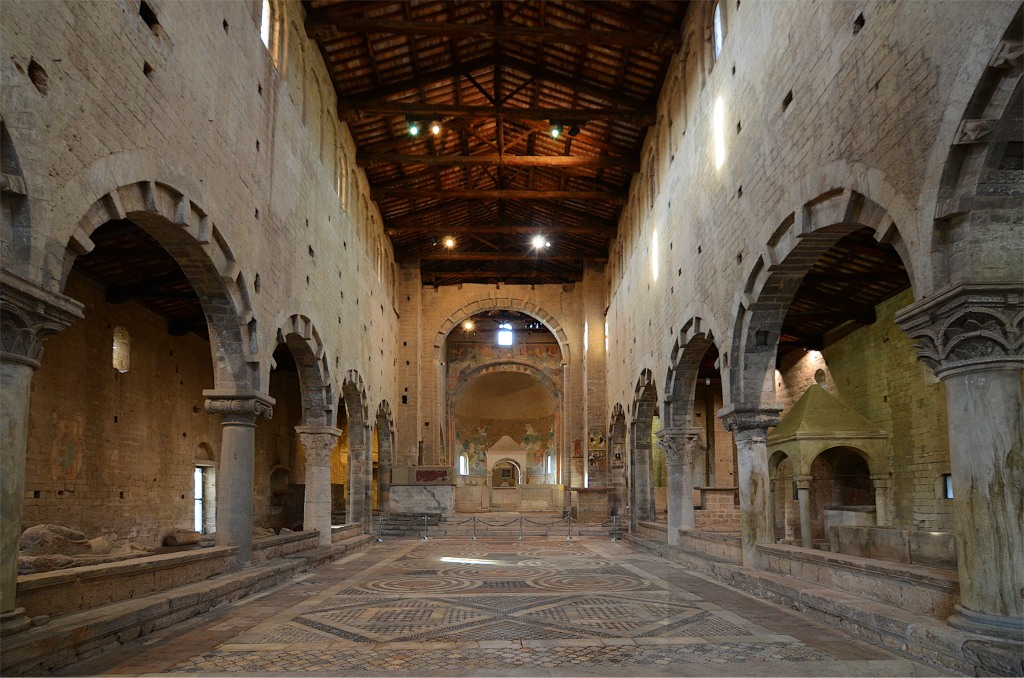
San Pietro, Tuscania
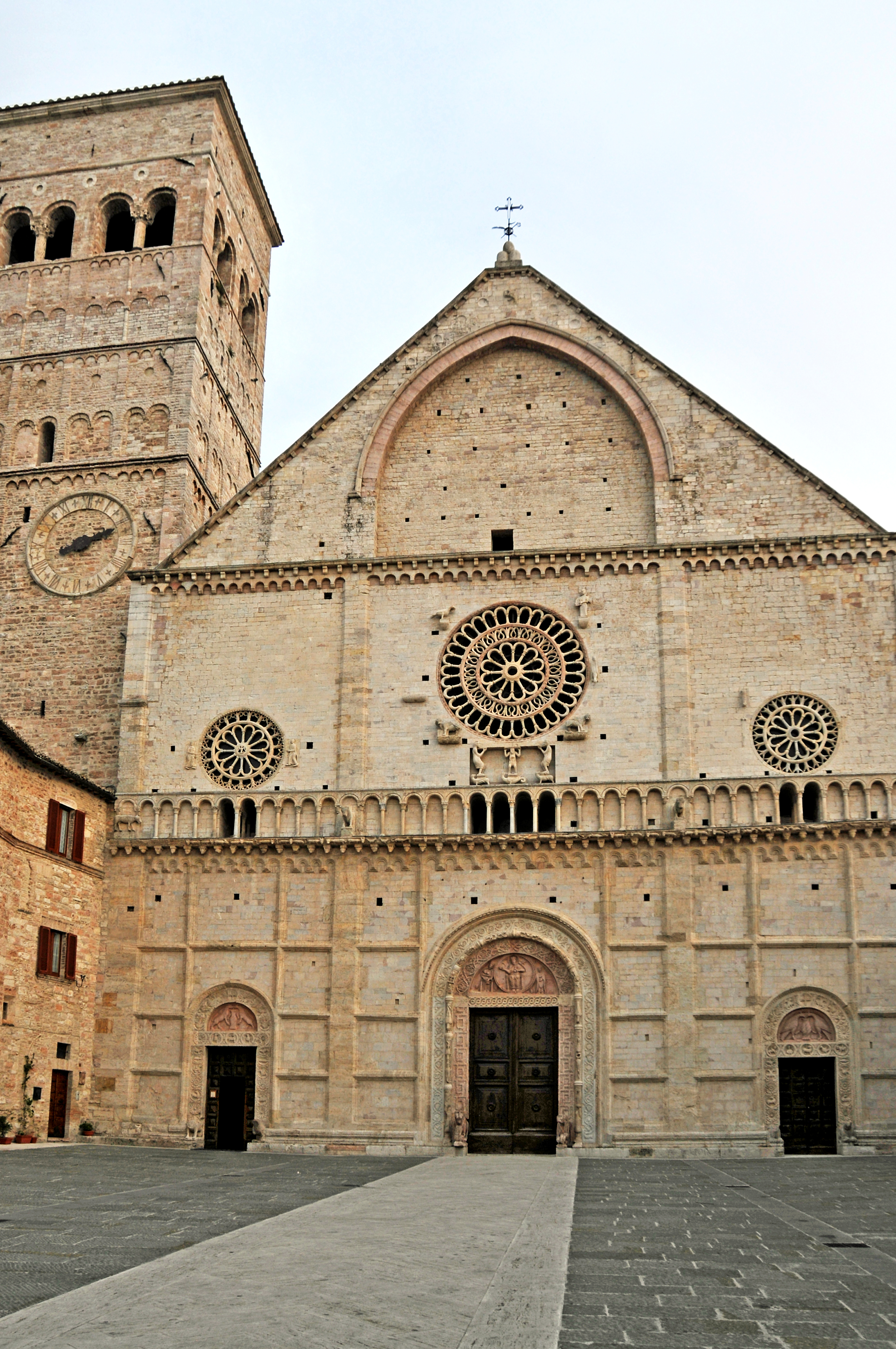
Cattedrale di San Rufino, Assisi
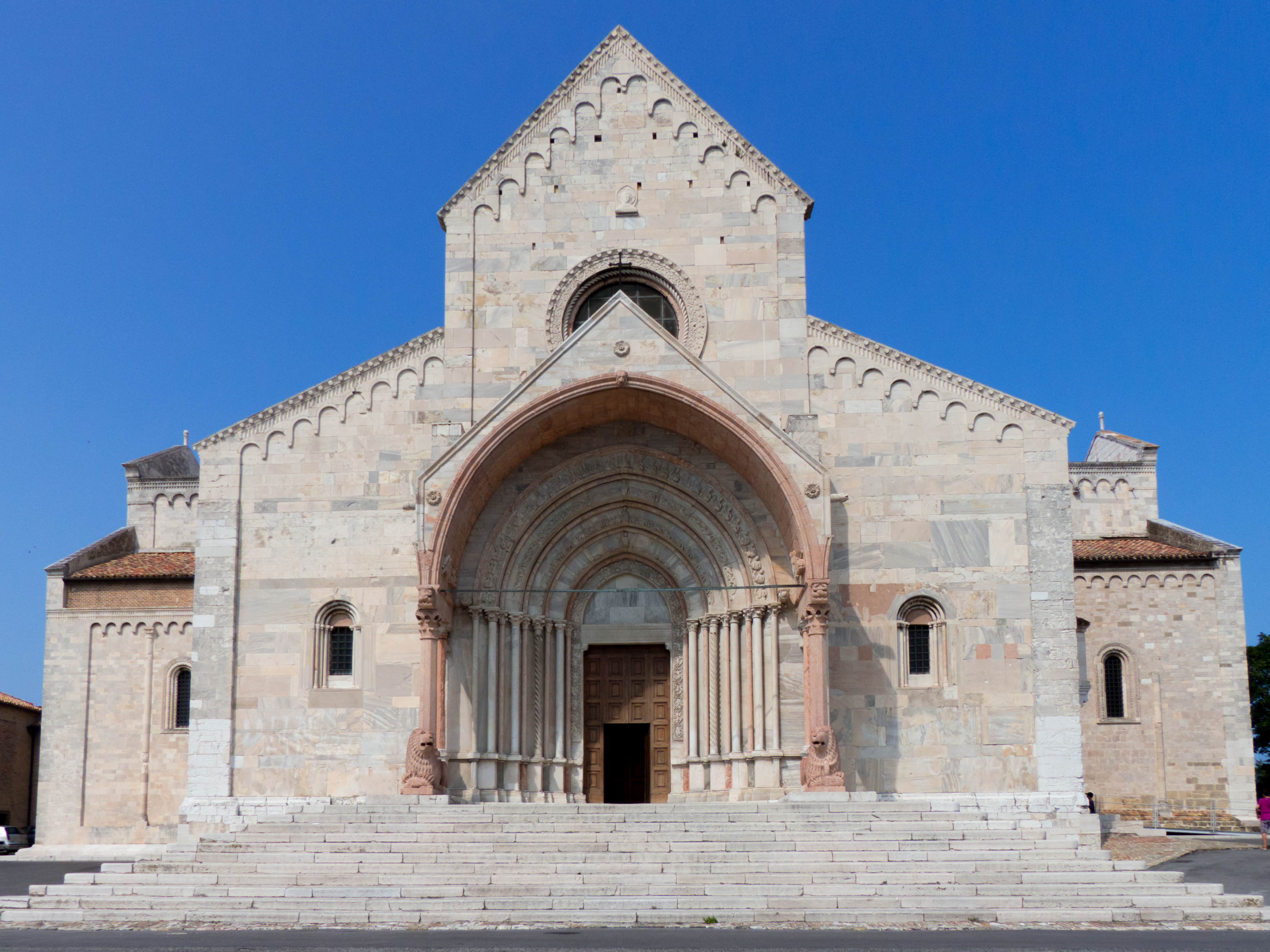
Cattedrale di San Ciriaco, Ancona
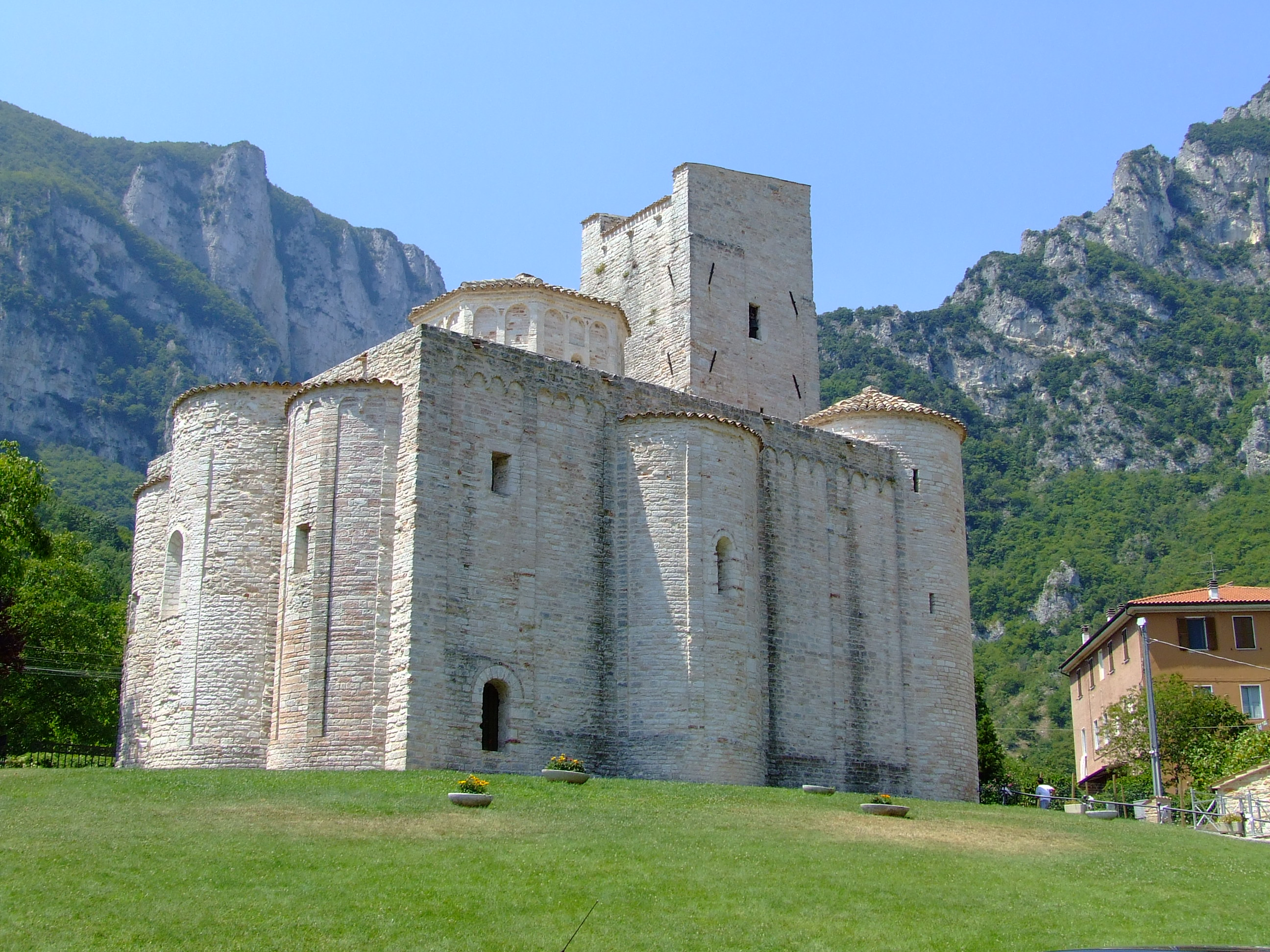
San Vittore alle Chiuse, Genga

## Architettura romanica a Roma

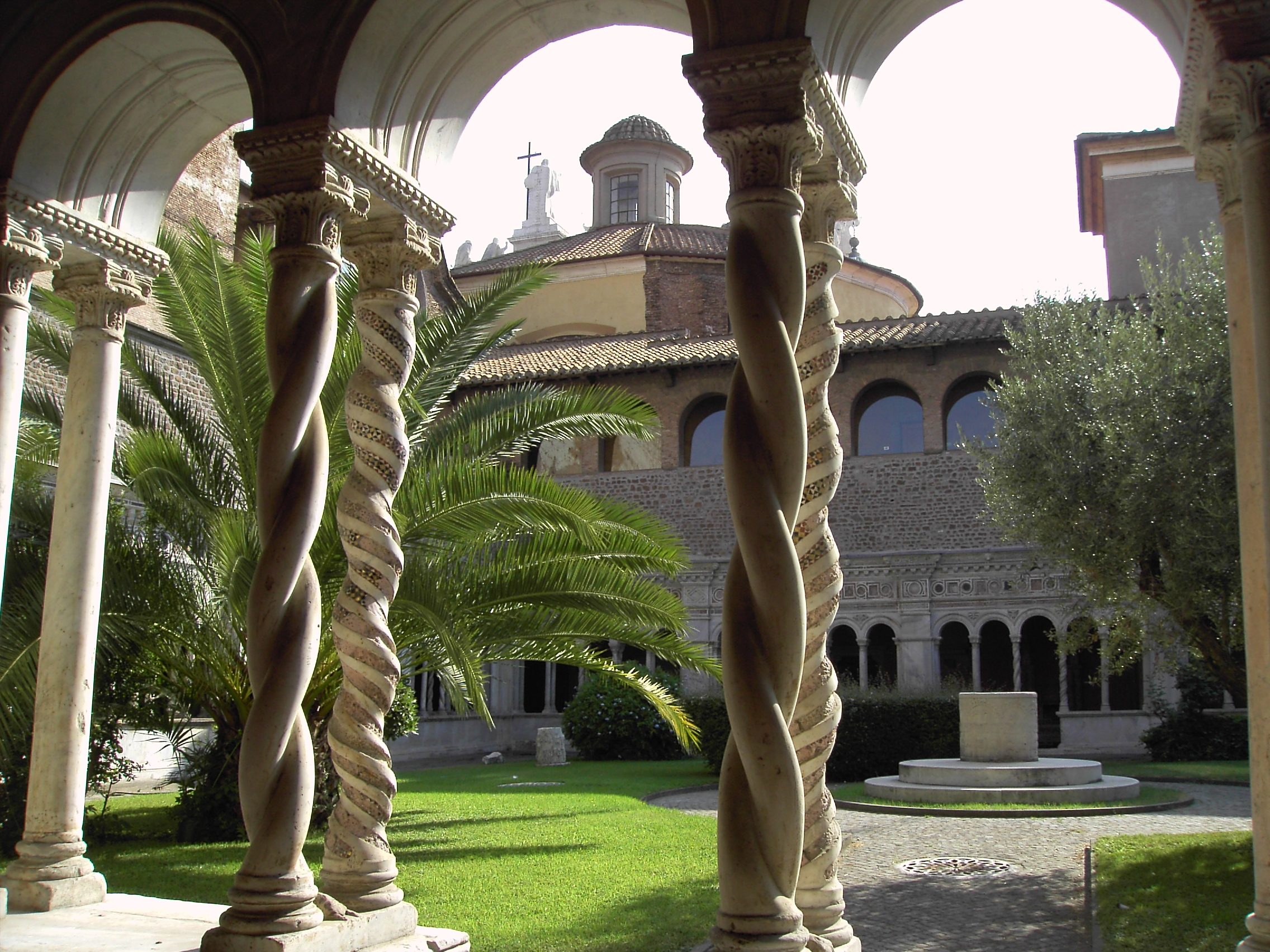
Il chiostro di San Giovanni in Laterano, Roma

A Roma con l'impulso di pontefici impegnati nell'opera di riforma della chiesa, come Pasquale II, Onorio II, Innocenzo II e Gregorio VII si registrò un'intensa stagione architettonica che riprese intenzionalmente la tradizione della basiliche paleocristiane a tre navate su colonne, presbiterio rialzato con altare a baldacchino, copertura lignea, abside centrale decorata a mosaico, portico architravato antistante la facciata che risulta in genere risolta con superficie liscia, senza membrature ed adorna, a volte, di mosaici. L'influsso lombardo, comunque presente, può essere rintracciato nella costruzione di vari campanili in laterizio, con cornici, mensole, bifore e trifore.
Nella basilica di San Clemente e in Santa Maria in Cosmedin (riedificata nel XII secolo su resti del VI secolo) furono usati, nella navata, anche alcuni pilastri alternati a serie di tre colonne, ma senza una precisa logica costruttiva come invece nel romanico.
A Santa Maria in Trastevere (1140-1148) si trova un'interpretazione molto tradizionalistica con colonne ioniche architravate, seppure sormontate da un ordine superiore a lesene tra cui si aprono le finestre.
Più interessante del panorama architettonico fu quello pittorico e musivo, con grandi cantieri per la decorazione interna della basilica di San Clemente, di Santa Maria in Trastevere e di Santa Maria Nuova, dove prevalsero ancora motivi costantinopolitani.
Duratura impronta lasciarono in questo periodo i maestri marmorari romani (le celebri famiglie dei Cosmati e dei Vassalletto), la cui attività superò anche i confini del Lazio. Le loro elaborate tarsie con marmi colorati e tessere di vari materiali lapidei vennero applicate a pavimenti e arredi liturgici quali pulpiti, cibori, altari, cattedre, candelabri pasquali, ecc. Talvolta vennero impiegati per decorare più complessi e vari spazi architettonici, come i chiostri di San Giovanni in Laterano e San Paolo fuori le Mura (prima metà del XIII secolo), con coppie di colonne dai fusti alternativamente lisci, tortili o intrecciati e più o meno mosaicati.

## Architettura romanica in Abruzzo e Molise

### In Abruzzo

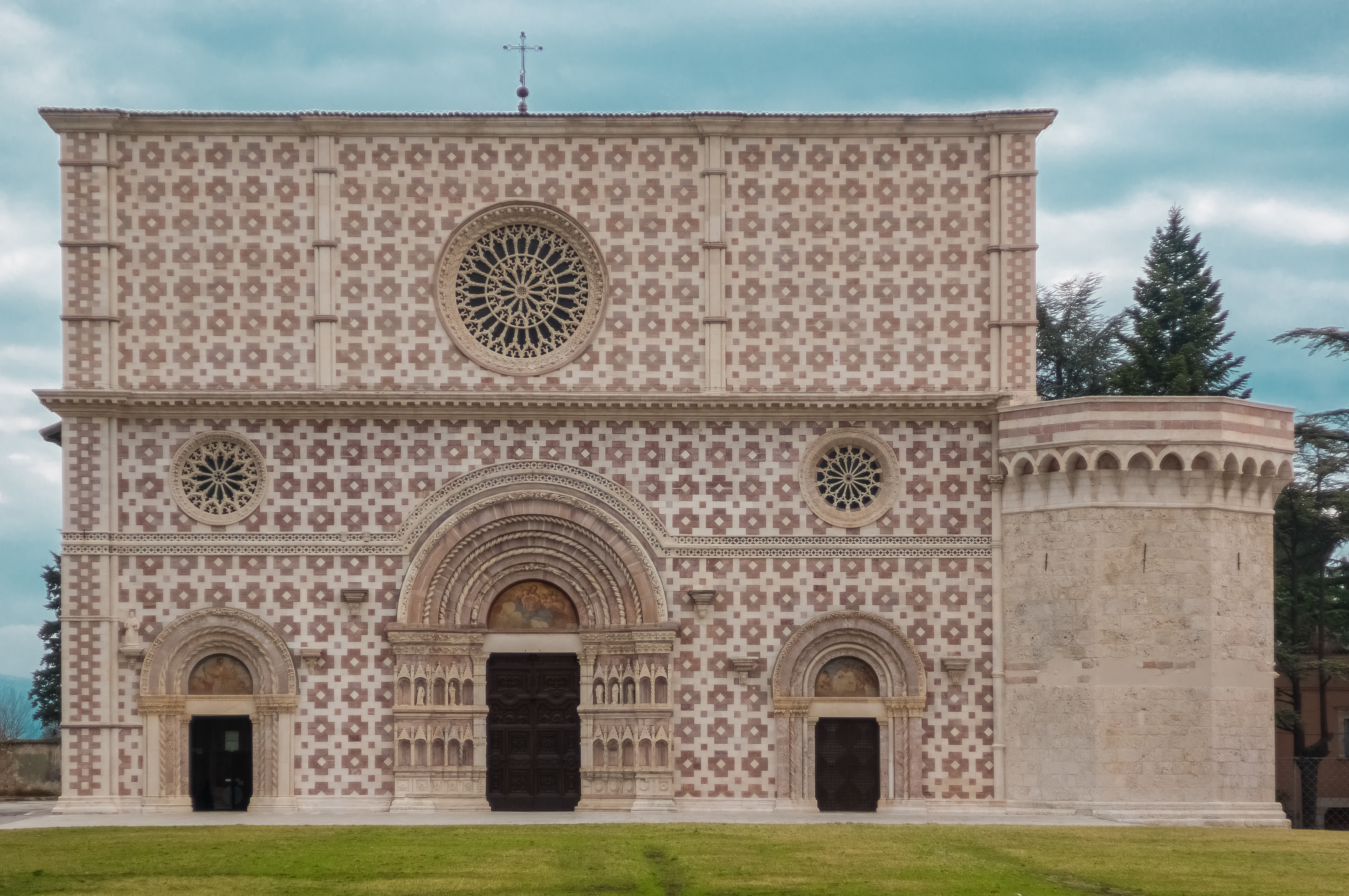
Facciata della basilica di Santa Maria di Collemaggio

Il romanico in Abruzzo si diffuse tra l'XI secolo e il XIV secolo. Questo stile fu utilizzato per il restauro e la ricostruzione di complessi monastici già esistenti da secoli, come il monastero di San Benedetto in Perillis (L'Aquila), la chiesa di San Paolo di Peltuinum e l'abbazia di San Clemente a Casauria e la basilica valvense di Corfinio. Tali monasteri subirono svariati danni per mano umana (le invasioni Saracene) o a causa di terremoti, ragion per cui nel corso dei secoli XI e XII molti interventi di ripristino vennero apportati specialmente all'abbazia di Casauria e ai monasteri della Maiella (San Tommaso Beckett di Caramanico Terme, San Liberatore, San Martino in Valle). Il modello fu la ricostruzione dell'abbazia di Montecassino per volere dell'abate Desiderio, un modello dunque laziale, anche se in Abruzzo, in base alle committenze e alle maestranze impiegate, questo progetto benedettino centrale non venne completamente rispettato, e anzi gli abati si concentrarono sul fasto, sull'interpretazione libera del modello, sicché molti esempi romanici, alludono alla maniera lombardo-ticinese. Oltretutto San Clemente a Casauria sembrerebbe in alcuni punti essersi ispirata al modello pugliese della chiesa del Sepolcro di Brindisi, mentre lo stile pugliese, con tocchi marcatamente orientali, è visibile sia nella chiesa di Santa Maria in Valle Porclaneta (nella Marsica) e nell'abbazia di San Giovanni in Venere sulla costa teatina.
Nella zona aquilano-vestina gli esempi più importanti sono il complesso della chiesa di Santa Maria di Bominaco, con l'oratorio di San Pellegrino, sorta nel luogo della primitiva chiesa dove venne sepolto nel IV secolo il tal Pellegrino, la chiesa di San Paolo di Peltuinum a Prata d'Ansidonia, l'abbazia di Santa Lucia a Rocca di Mezzo e la chiesa di Santa Maria ad Cryptas presso Fossa; nelle zone marsicane e peligne le facciate della Cattedrale di San Panfilo di Sulmona, della Concattedrale di Corfinio, della chiesa di Santa Maria della Tomba, sempre a Sulmona, gli interi complessi della chiesa di Santa Maria in Valle Porclaneta a Rosciolo dei Marsi e della Basilica dei Santi Cesidio e Rufino a Trasacco.

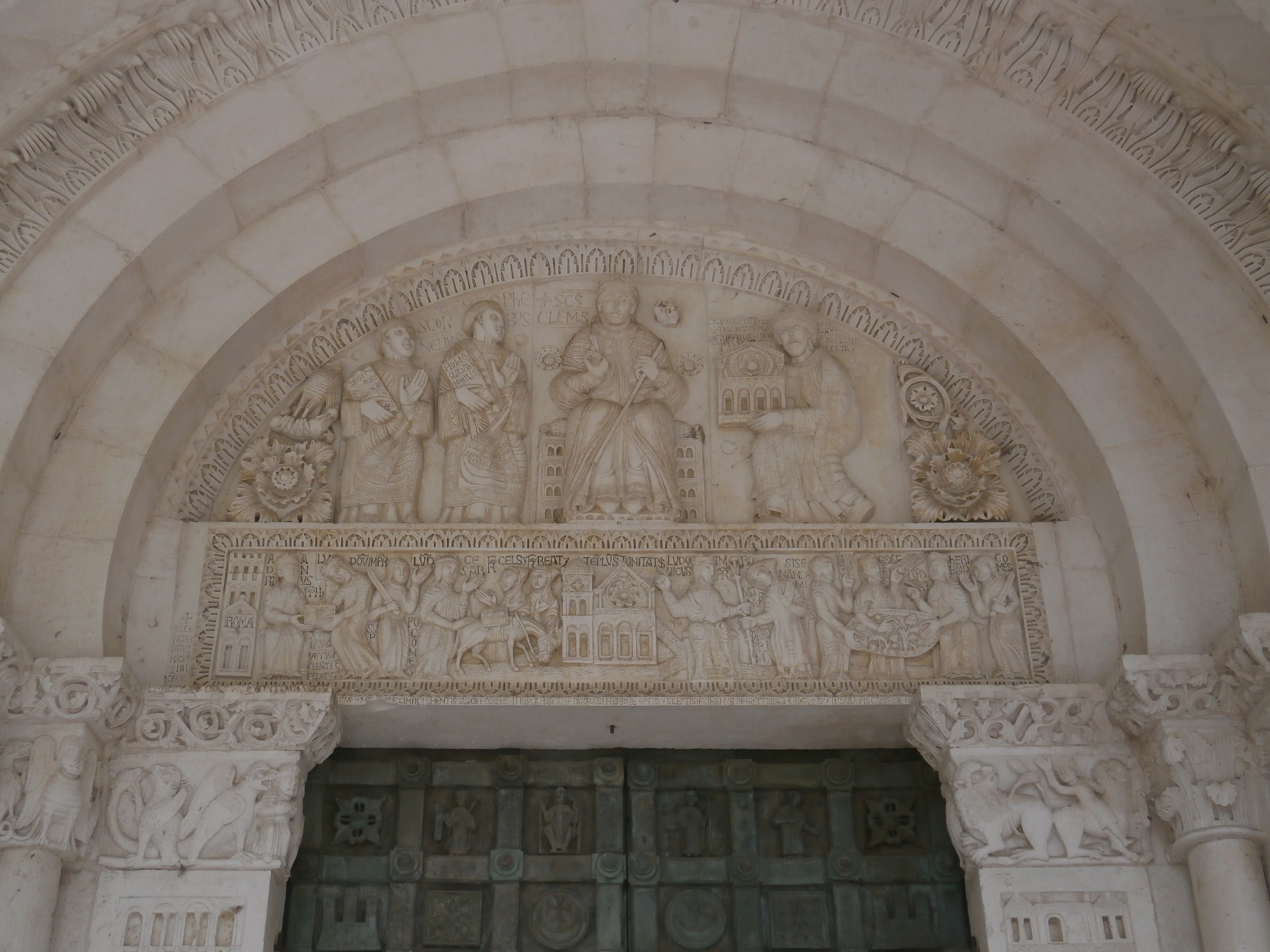
Il portale di San Clemente a Casauria

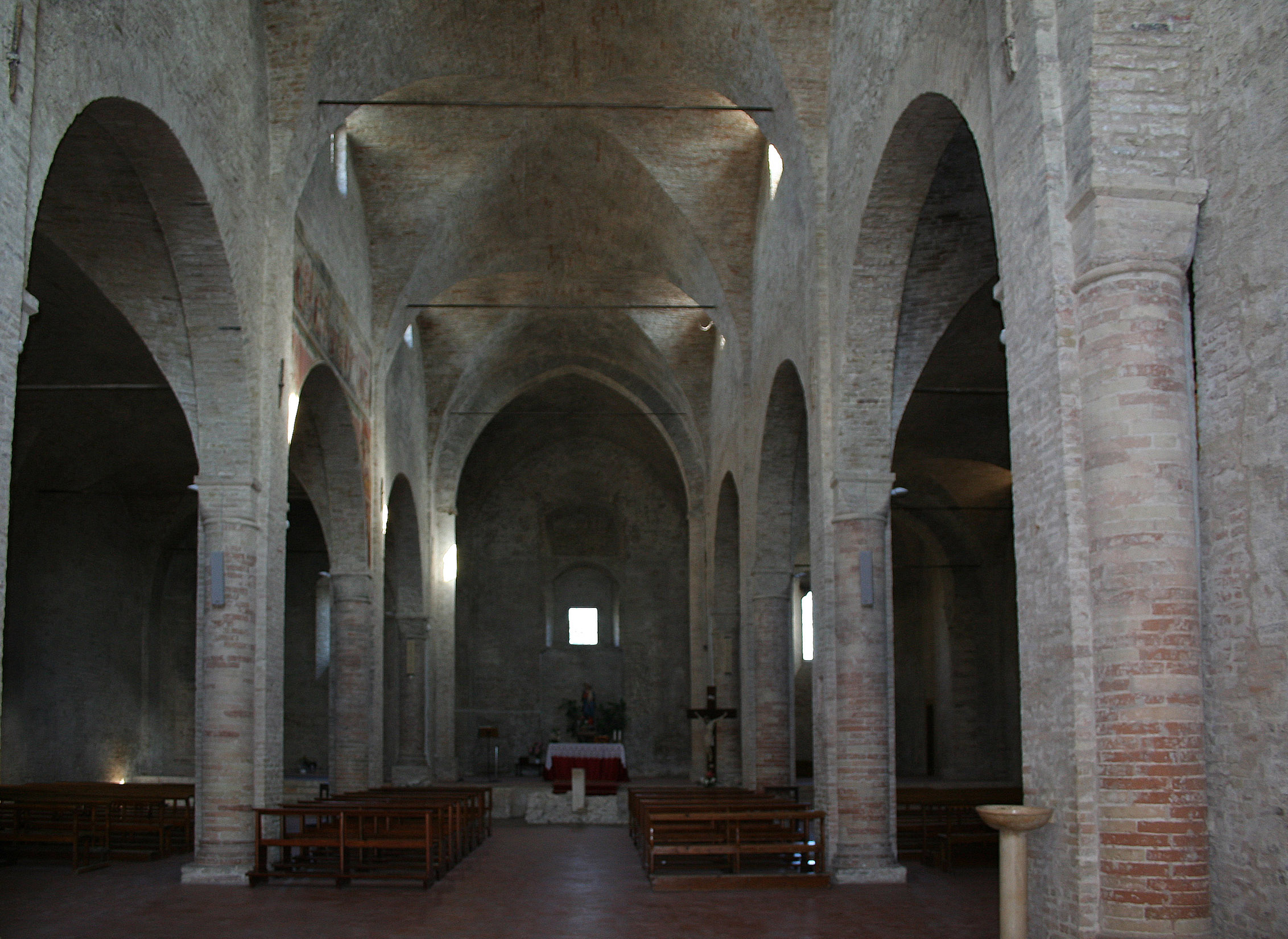
Interno della chiesa di Santa Maria di Propezzano

Nel teramano gli esempi più importanti sono la stessa Cattedrale di Teramo, realizzata ex novo nel 1158-1176, con facciata in stile romanico a salienti e tre navate, poiché la vecchia chiesa di Santa Maria in Parutinensis non era più adatta a svolgere le funzioni principali di sede diocesana, in seguito i complessi della chiesa di San Clemente al Vomano, della Cattedrale di Atri (solo l'esterno), della chiesa di Santa Maria di Propezzano, della chiesa di Santa Maria di Ronzano, della chiesa di San Giovanni ad insulam (Isola del Gran Sasso) e della chiesa di Santa Maria a Vico.
Nel pescarese invece si hanno gli esempi dell'esterno del Duomo di Penne(il portale, in quanto la facciata è una ricostruzione del 1947), della chiesa di Santa Maria del Lago a Moscufo e della chiesa di Santa Maria Maggiore a Pianella, oltre alla già citata Badia di Casauria.
Nella fascia territoriale dell'Aquila, nonché nel capoluogo stesso, dal XIII secolo si sviluppò un romanico particolare, ancora oggi ammirabile nella maggior parte delle facciate delle chiese principali, come la Basilica di Santa Maria di Collemaggio, edificata nel 1287 per volere di Celestino V, con la caratteristica facciata a tre rosoni, e mattonelle bicrome in rosso e bianco, che rappresentano i colori civici della città, seguita dalla chiesa di Santa Maria Paganica, la chiesa di San Pietro a Coppito, la chiesa di San Marciano, la chiesa di Santa Giusta (le quattro chiese maggiori dei rispettivi rioni storici) e la chiesa di San Silvestro, benché tali facciate delle chiese sparse nel rioni della città e nei borghi circostanti della conca vestina siano dozzine e dozzine. Sostanzialmente la facciata aquilana è a coronamento orizzontale, in pietra bianca del Gran Sasso d'Italia, con portale strombato ad arco a tutto sesto con lunetta affrescata, sormontato da un rosone a raggiera in asse.

### In Molise

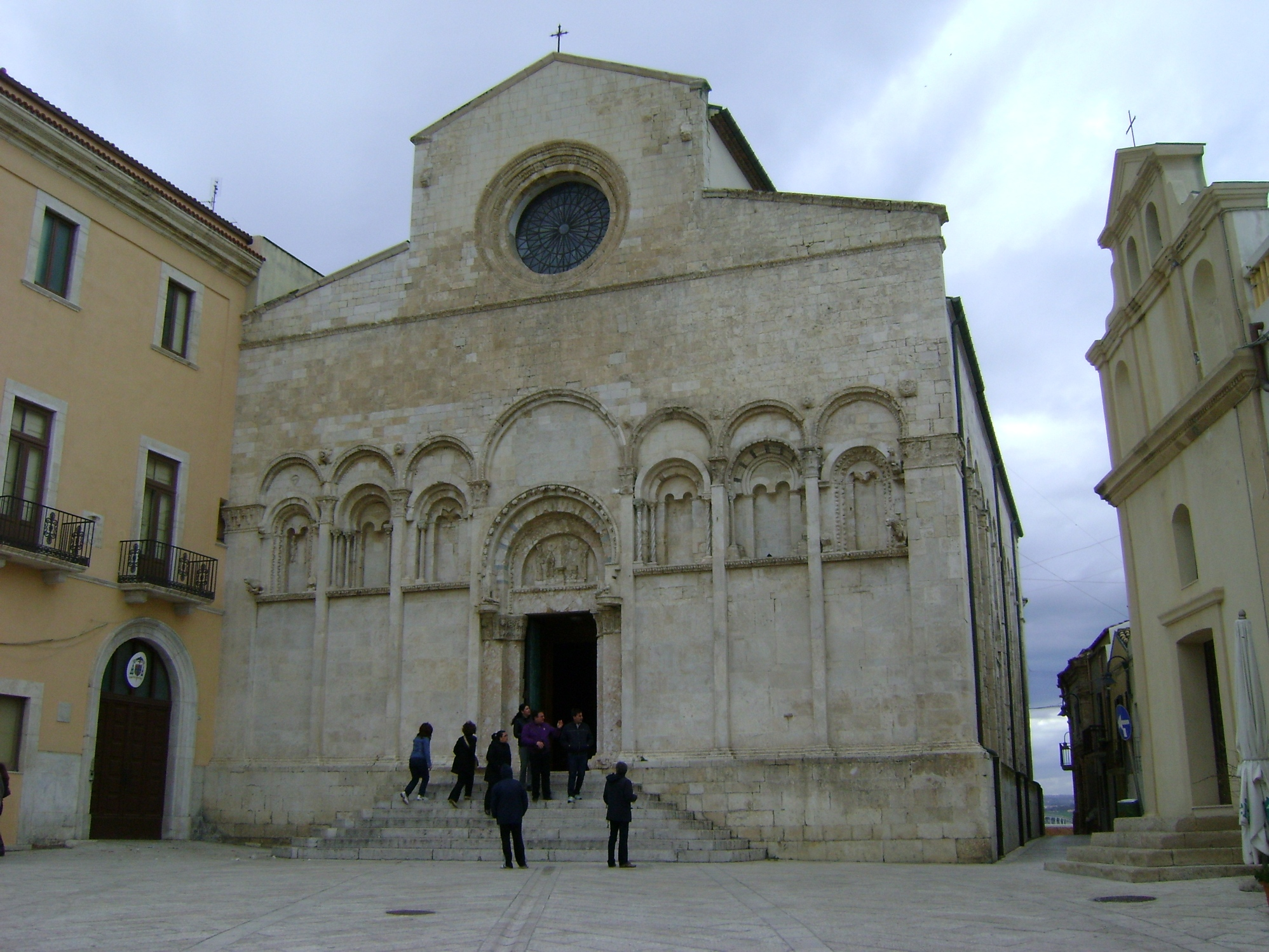
Facciata della Cattedrale di Termoli

Il romanico in Molise si diffuse sicuramente, come in Abruzzo dal XII secolo, nella ricostruzione o nella fondazione dei monasteri maggiori, come ad esempio nella ristrutturazione dell'abbazia di San Vincenzo al Volturno (risalente al VI secolo), oppure nella costruzione di chiese dentro le mura di città. Campobasso è la città dove il romanico è meglio conservato nella parte alta del borgo, con la chiesa di San Giorgio, del XII secolo, sorta forse su un tempio pagano, la chiesa di San Bartolomeo e la chiesa di San Leonardo.
Tuttavia, a causa di saccheggi e disastri naturali, anche le architetture molisane, come quelle abruzzesi, subirono diversi rifacimenti, attualmente mostrano degli stili discordanti e non omogenei. Un esempio molto chiaro è la chiesa di San Giorgio di Campobasso, con l'esterno romanico e l'interno neoclassico, ricostruito dopo il sisma del 1805, così come la chiesa madre di Petrella Tifernina. Sostanzialmente il romanico molisano risentì dell'influsso laziale-toscano per quanto riguarda i centri dell'area interna della regione, mentre nella fascia costiera accolse la corrente pugliese (stesso caso verificatosi a San Giovanni in Venere in Abruzzo), i cui unici casi sono la Cattedrale di Santa Maria della Purificazione di Termoli, sorta nel XIII secolo su una costruzione più antica, la chiesa di Santa Maria in Petacciato, e la chiesa di San Nicola di Guglionesi.
Oltre a Campobasso, i principali esempi di architettura romanica conservatasi in maniera integra per la regione, sono la chiesa di Santa Maria del Canneto a Roccavivara, la chiesa di Santa Maria della Strada a Matrice, la Cattedrale di Venafro (anche se si tratta di una ricostruzione stilistica degli anni '60, ricavata dallo smantellamento barocco del complesso), il Duomo di Larino (alcuni tratti della facciata, rifatta nel 1319 da Francesco Petrini) e la chiesa madre di San Giorgio a Petrella Tifernina. Tra i vari, un esempio mirabile di architettura civile romanica molisana, sopravvissuto fino ad oggi è invece la Fontana Fraterna, nel centro di Isernia.

## Architettura romanica in Campania

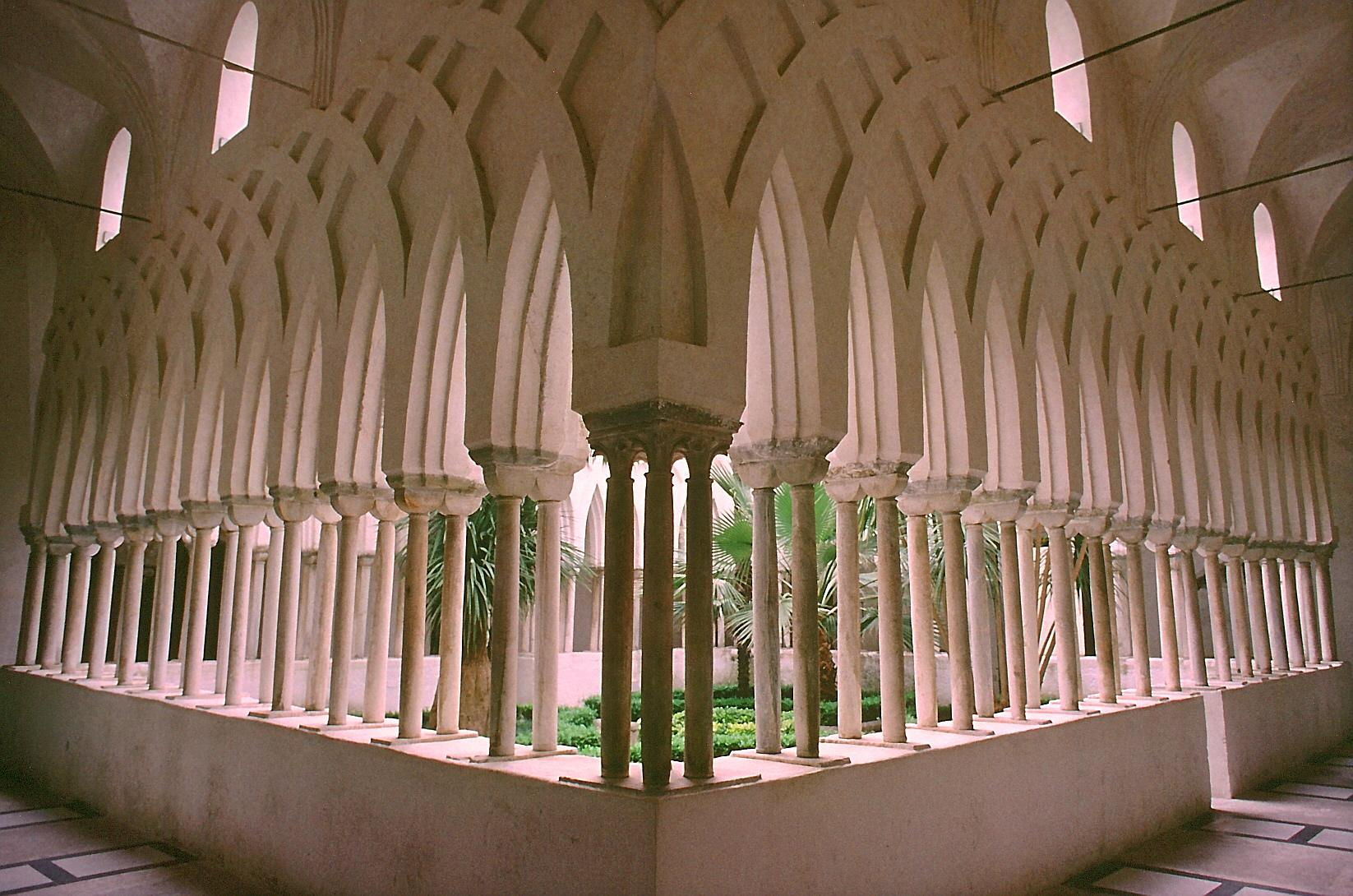
Il chiostro del Paradiso, duomo di Amalfi

Uno dei più importanti cantieri in Campania in epoca romanica fu la ricostruzione, voluta dall'abate Desiderio (poi Papa Vittore III) dell'Abbazia di Montecassino, della quale oggi non resta niente. La basilica era stata ricostruita sul modello di quelle romane e l'unica eco che ne rimane è nella chiesa dell'Abbazia di Sant'Angelo in Formis, eretta sempre su commissione di Desiderio dal 1072.
La ripresa di motivi paleocristiani (navate divise da colonnati, presenza di transetto) si ebbe anche nella cattedrale di Sessa Aurunca (1103), nella chiesa del Crocifisso a Salerno (X-XI secolo), nel duomo di Benevento e nella chiesa di San Rufo a Capua.
Negli edifici del XII e XIII secolo si riscontrano invece forti influssi siculo-normanni e arabi diffusi a partire da Amalfi, come nel duomo di Casertavecchia (con archi acuti, finestre a ferro di cavallo nel transetto e archetti intrecciati poggianti su colonnine nel tiburio), nel duomo di Amalfi (1266-1268) con archi acuti intrecciati in facciata, sul campanile e nel chiostro; un intreccio reso ancora più complesso nel chiostro dei Cappuccini (1212). A Napoli invece il romanico è quasi del tutto scomparso, ciò a causa delle superfetazioni successive. Esso è riscontrabile nella zona centrale della Chiesa di San Giovanni a Mare e nel pregevole chiostro del Convitto Nazionale in Piazza Dante: particolarmente interessanti risultano i capitelli e le colonne zoomorfe e antropomorfe. A Salerno sono notevoli le opere di mosaici e intarsi cosmateschi con influenze islamiche.

## Romanico pugliese

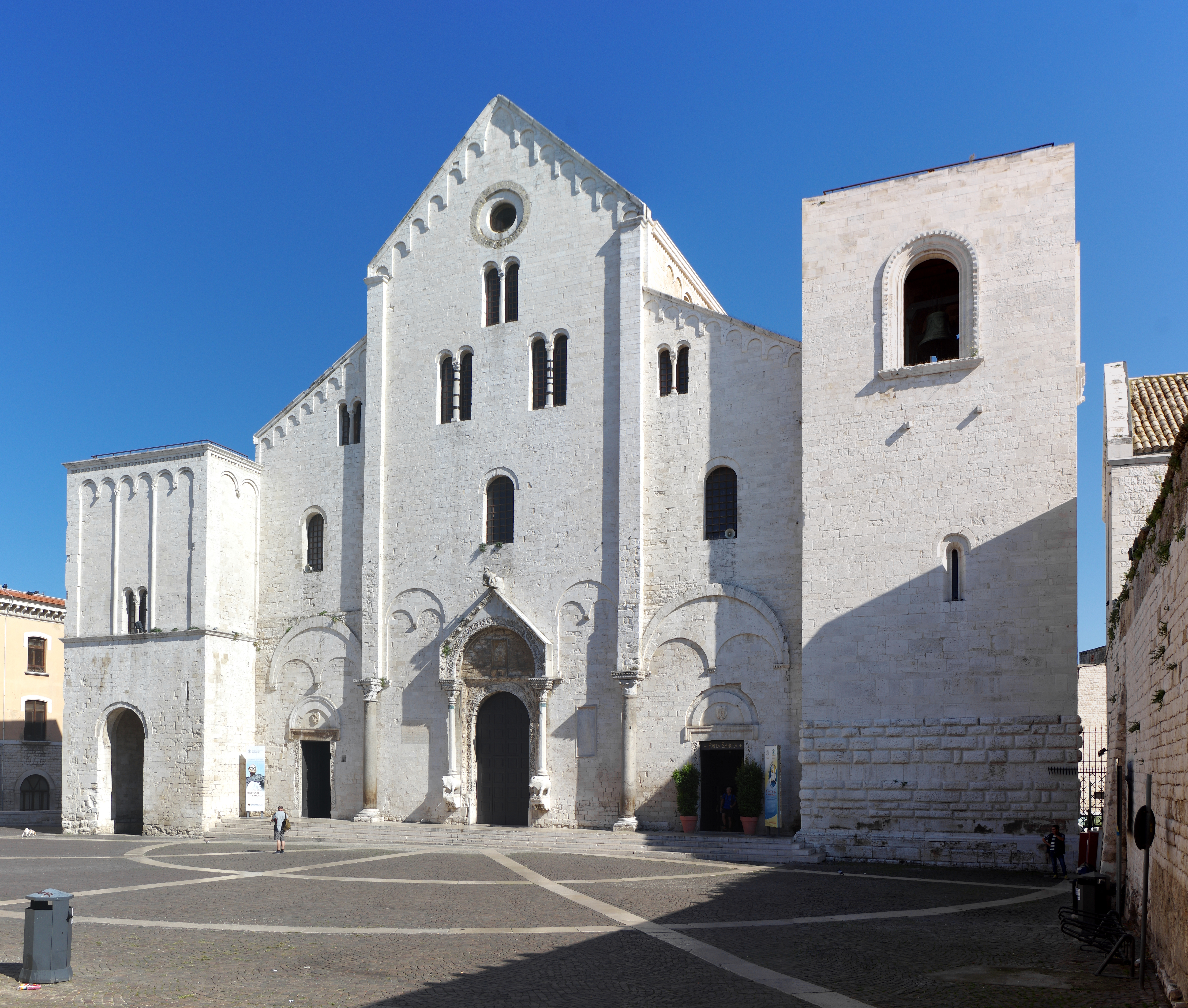
San Nicola, Bari

La Puglia e i suoi porti erano usati dai pellegrini diretti in Terrasanta e furono anche il punto di partenza per molti crociati nel 1090. Il gran flusso di persone determinò la ricezione di una grande varietà di influssi che si manifestò anche in architettura.
Uno degli edifici più rappresentativi è la basilica di San Nicola a Bari, iniziata nel 1087 e terminata verso la fine del XII secolo. Esternamente si presenta con un aspetto massiccio, come una fortezza, con una facciata a salienti chiusa ai lati da due torri incompiute. Il motivo delle doppie torri rimanda a esempi transalpini, ed è spiegabile anche con la presenza normanna degli Altavilla. La decorazione con archetti pensili e la presenza di un (poco pronunciato) protiro sulla facciata rimandano alle caratteristiche lombarde-emiliane.

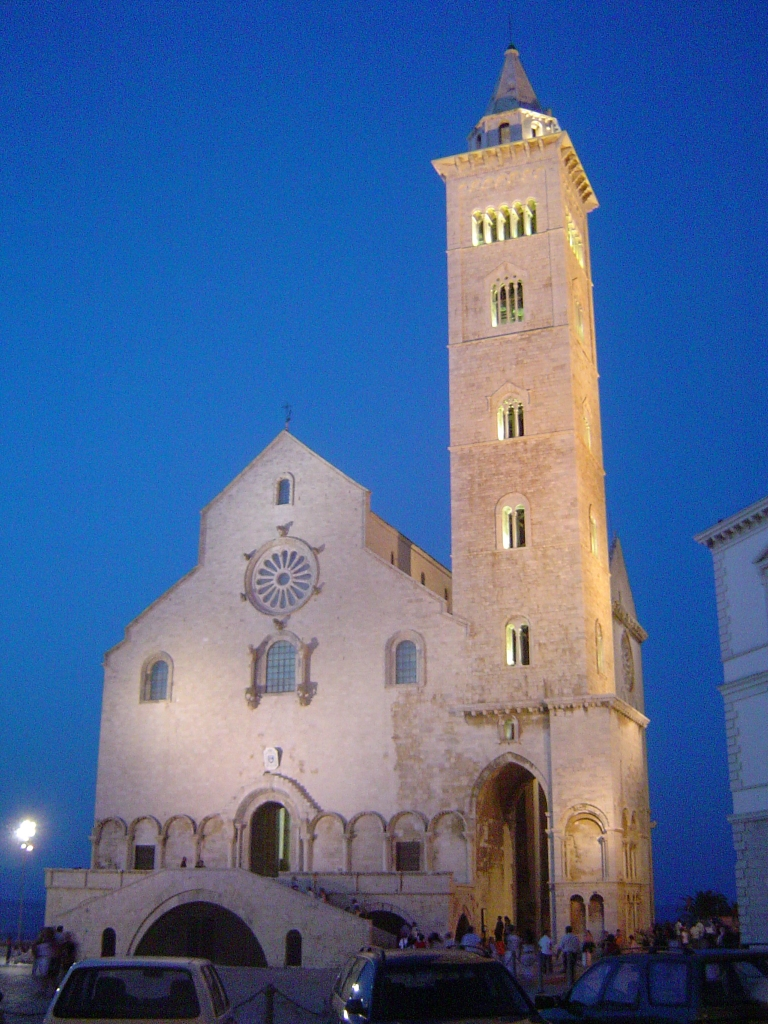
La Cattedrale di Trani

Importante è anche la cattedrale di Trani: iniziata nel 1099 e portata a termine nel XII secolo senza il campanile, la cui costruzione è del secolo successivo, in prossimità del mare, come un punto di riferimento luminoso grazie al chiarore del materiale impiegato, la pietra di Trani. La facciata e l'assetto plani-volumetrico ricordano il profilo del San Nicola di Bari, pur discostandosene per diverse ragioni: il prospetto non è ripartito da lesene; sul prospetto absidale non sono presenti le doppie torri e le absidi non sono occluse, ma lasciate a vista ottenendo un effetto di grande vigore espressivo; l'alta torre campanaria affianca la facciata occidentale e poggia su di un alto plinto di fondazione aperto da uno slanciato passaggio archiacuto, con un effetto di ardito svuotamento della base.
La Cattedrale di Bitonto fu costruita alla fine del XII secolo secondo il modello della basilica nicolaiana, seguendo le forme mature del romanico pugliese e presenta la facciata tripartita da lesene e decorata con archetti pensili. Il rosone a sedici bracci è fiancheggiato da due sfingi.
Notevoli sono anche a Barletta la chiesa del Santo Sepolcro (di matrice borgognona) e la cattedrale (iniziata nel 1126).
Si ricordano inoltre: la Cattedrale di San Sabino a Bari, terminata nel 1292, e la Cattedrale di Ruvo, con facciata a salienti caratterizzata da dei finti matronei, e la Concattedrale di Molfetta, che è la più grande delle chiese con navata maggiore coperta da cupole in asse.
Altre influenze si riscontrano nella chiesa dei Santi Niccolò e Cataldo a Lecce (con echi borgognoni, 1180) o nel duomo di Troia (con influssi pisani nel registro inferiore, armeni nei rilievi appiattiti sull'architrave, musulmani nei capitelli, bizantini nelle porte bronzee, terminata nel 1119).

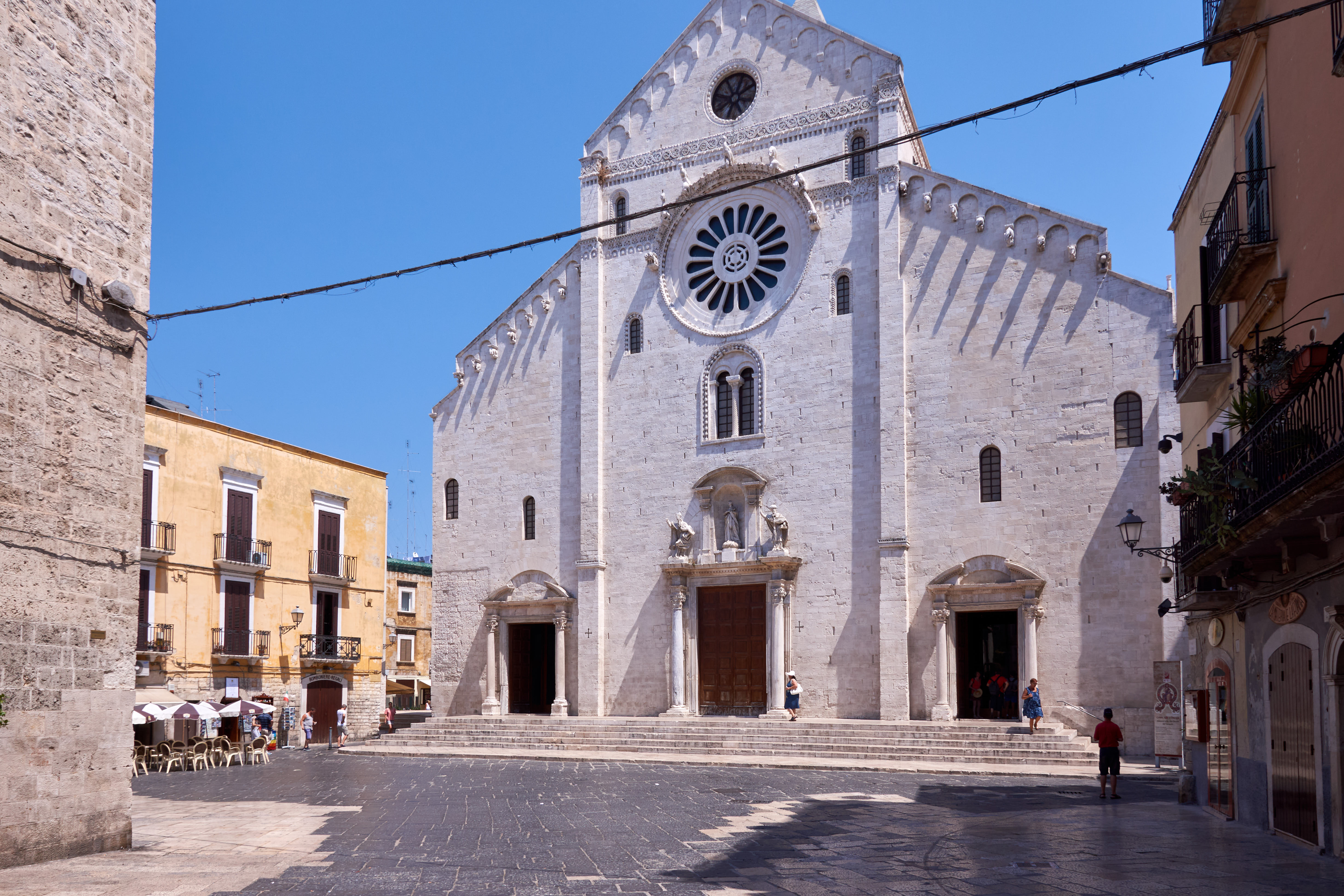
Cattedrale di San Sabino, a Bari
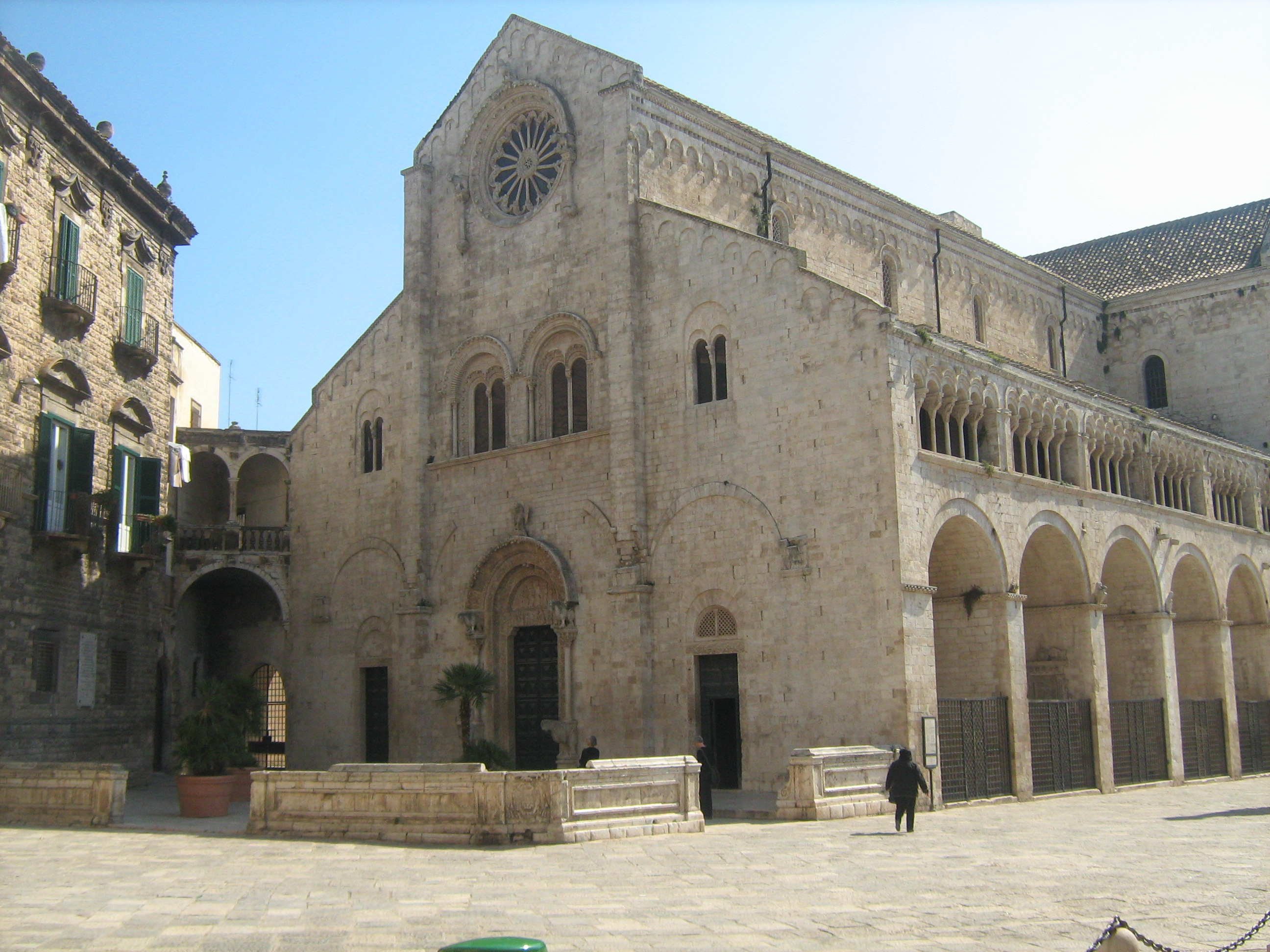
Duomo di Bitonto
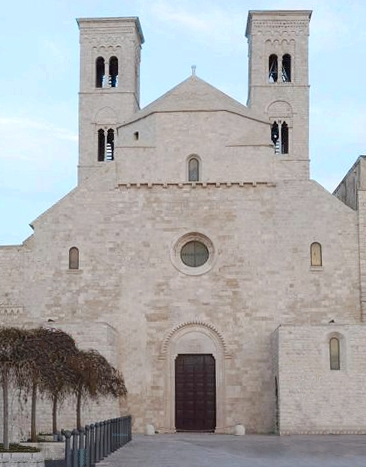
Il Duomo di San Corrado a Molfetta
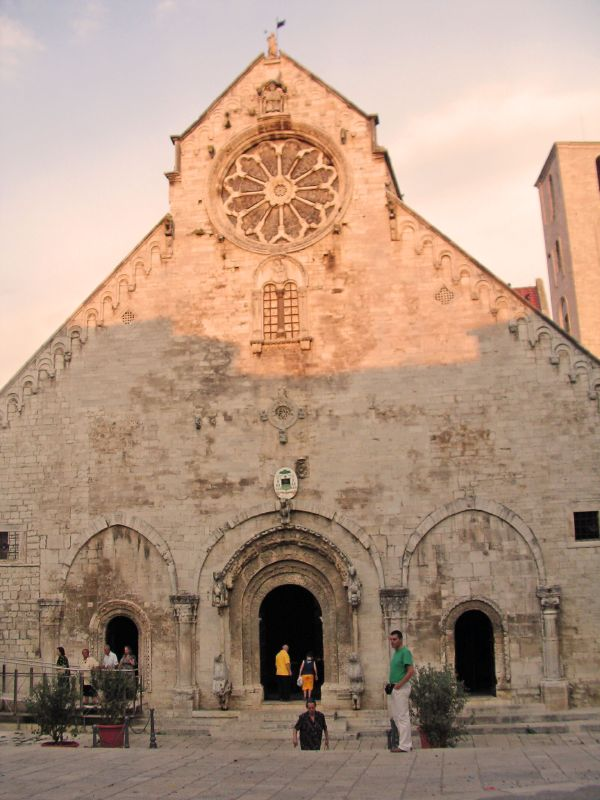
La concattedrale di Ruvo di Puglia
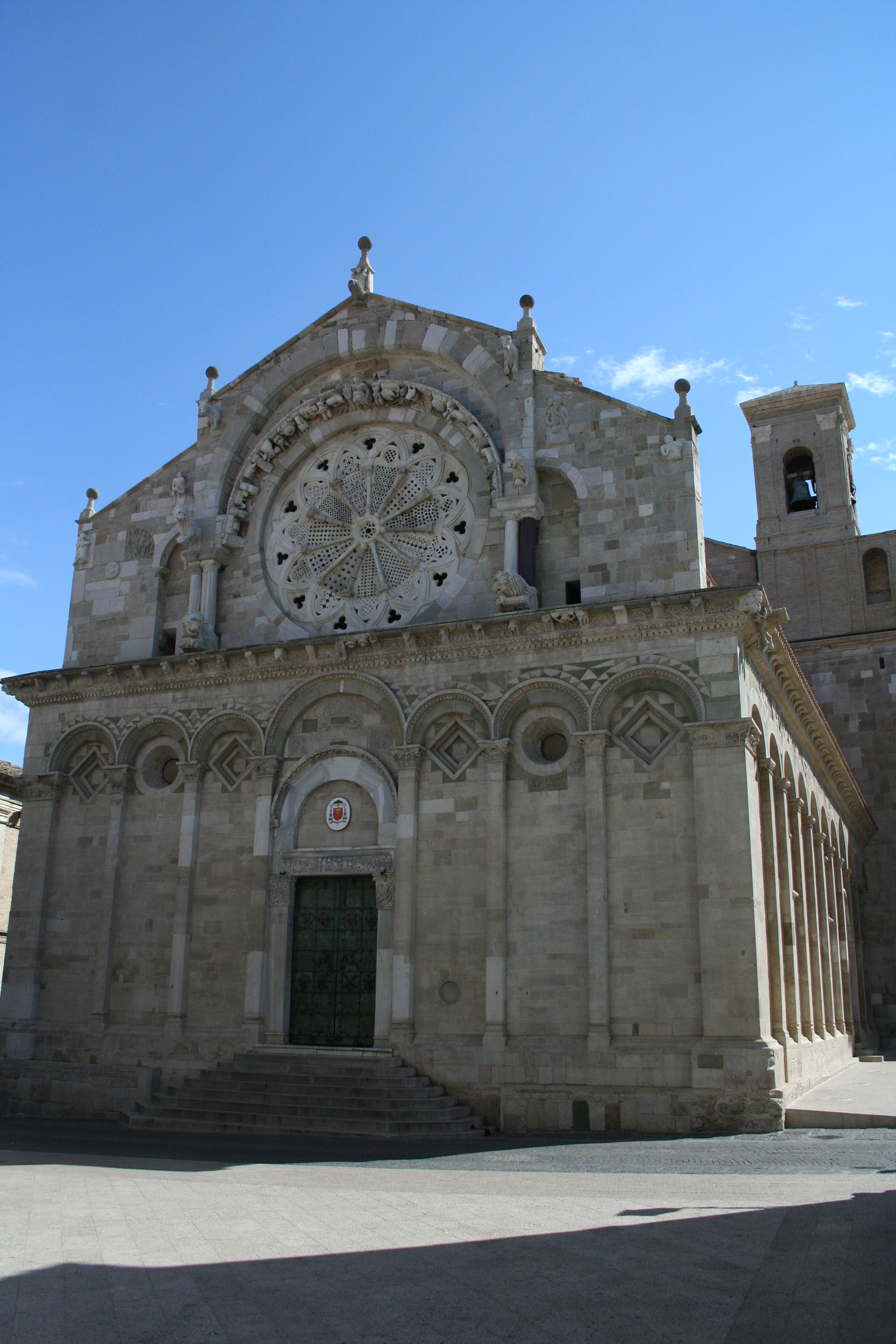
La concattedrale di Troia

## Architettura romanica di Sicilia

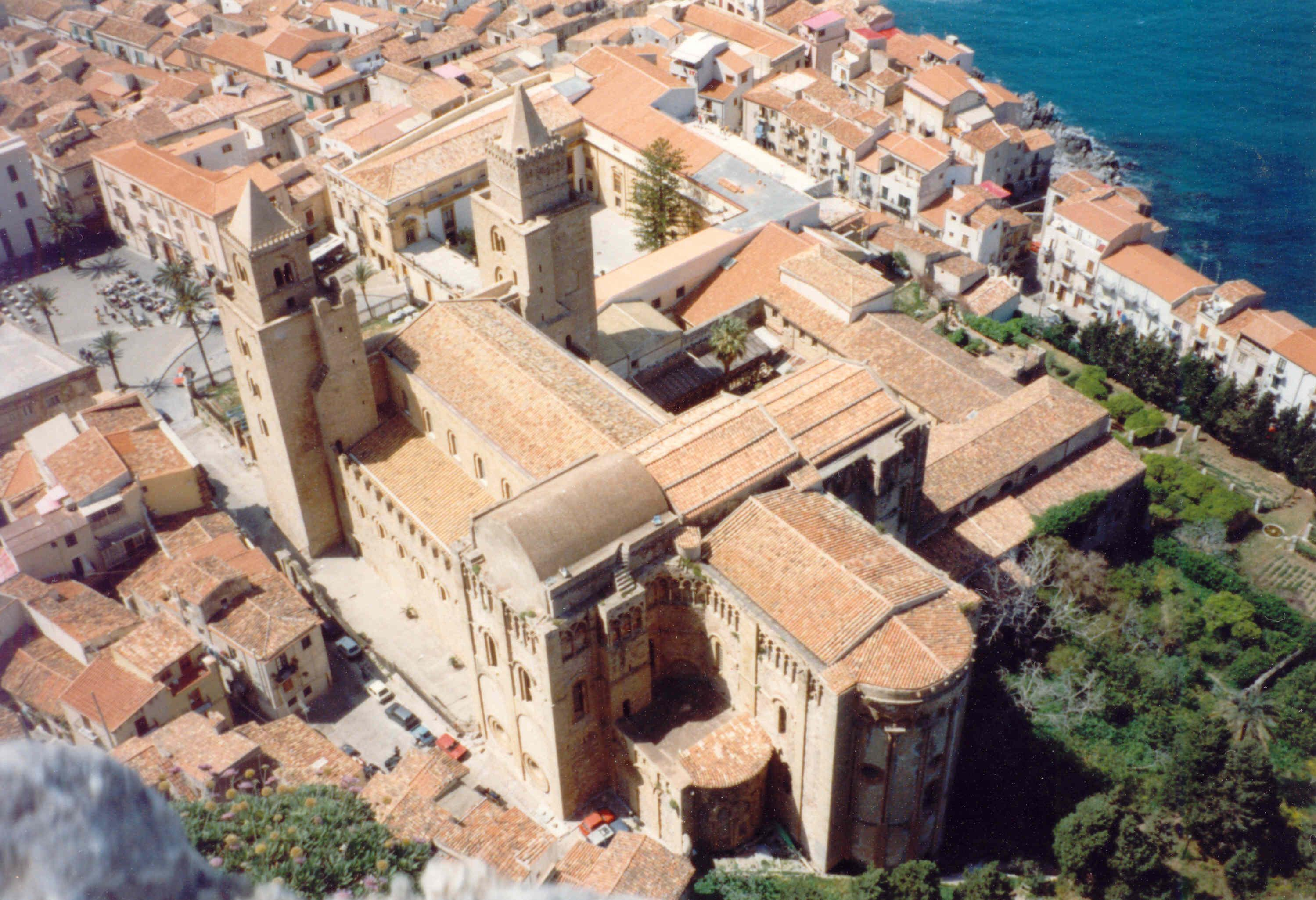
Il duomo di Cefalù, veduta aerea

La Sicilia e i territori confluiti nel Regno di Sicilia in generale risentirono in questo periodo di molte influenze diverse, dovute alle vicende storiche, politiche e religiose che accaddero in quei secoli: la conquista normanna (1016-1091) e la nascita del Regno di Sicilia.
Lo stile si formula già nei primi anni dalla conquista, si basa su modelli dell'architettura cluniacense dovuta alla presenza sull'Isola di monaci e priori di origine bretone, uomini di fiducia del Granconte Ruggero. Da uno dei primi esempi dello stile a Mazara a una più sicura padronanza degli stilemi a Catania, dove peraltro viene fondato un monastero su modello dell'abbazia di Cluny II, l'architettura dell'XI secolo siciliano appare incentrato sul concetto di fortezza, lasciando poco spazio agli apparati decorativi. Il castello eretto a Paternò costituisce il thopos del sistema di controllo e di difesa dei territori appena conquistati. L'aspetto massiccio dei dongioni di origine normanna ma soprattutto anglo-normanna con uno scopo militare e residenziale (come pure negli analoghi esempi, di Adrano, di Motta e probabilmente anche di Catania). L'impianto del dongione è sinonimo della aderenza al sistema fortilizio francese.
Edifici normanni con influenze arabe sono dunque a Palermo edifici come la Zisa (1154-1189 circa), riccamente decorata da muqarnas; la Cuba (1180); alcuni elementi architettonici della chiesa di San Giovanni degli Eremiti (1140 circa), a pianta cruciforme, quanto della San Cataldo (1161 circa). Elementi decorativi come cuscinetti, alfiz e mosaici rappresentanti stelle ad otto punte sono ben apprezzabili in molti monumenti, come la Martorana (1143). Quest'ultima è un importante esempio di edificio dell’epoca del Regno, insieme alla Cappella Palatina nel Palazzo dei Normanni (1143), con elementi decorativi occidentali e bizantini come nei mosaici, quanto nell’opus sectile dei marmi intarsiati nei pavimenti e nel primo registro delle pareti e ancora nelle sculture romaniche dei capitelli, dell’ambone, ecc. Nella Cappella Palatina venne realizzato un felice connubio per un impianto romanico partendo da un modulo a croce greca per il presbitero e il corpo basilicale nella navata. I mosaici presentano uno schema più originale rispetto all'"osservanza" di stretta della Martorana. Nella sala di Ruggero I al Palazzo dei Normanni si trova anche un unico ciclo profano con scene di giardini e di caccia, svaghi preferiti dei sovrani.
Un ulteriore esempio di diverse influenze è rappresentata è costituita dalla chiesa dei Santi Pietro e Paolo d'Agrò (1172), di cui è pervenuto fortunosamente il nome dell'architetto Gherardo il Franco e il mandante Teostericto Abate di Taormina che fece ricostruire l'edificio a sue spese (è probabile che la ricostruzione della precedente chiesa normanna, data la vicinanza di date, sia dovuta ad un crollo avvenuto durante il terremoto del 1169). La chiesa presenta elementi di tradizione normanna come gli archi intrecciati policromi esterni anglo-normanni, elementi più tipicamente persiani come le cupole polilobate, insieme ad alcuni capitelli romanici. La pianta nord europea a sviluppo verticale con doppia torre di facciata.
Altri importanti esempi di edifici dell'epoca sono le cattedrali di Cefalù (1131-1170 circa) e di Monreale (1172-1189). In entrambi sono attestate più influenze, che vanno dalle esperienze cluniacensi nella zona dell'abside, alle ampie finestre circolari premostratensi (a Cefalù), a quelli intrecciati (a Cefalù e Monreale) di influenza anglo-normanna, alle due torri in facciata che ricordano modelli transalpini, introdotti dai Normanni.
L'estetica della Sicilia isolana si estese rapidamente anche nella Sicilia peninsulare, ossia alle attuali regioni di Calabria e Basilicata. Le influenze siciliane sono evidenti soprattutto nella resa dei dettagli negli esterni, ma in particolare nella distribuzione spaziale degli interni. Il duomo di Gerace (1045) costituisce un esempio efficace del gusto calabrese, dalla resa piuttosto semplice e spoglia, probabilmente perché appartenente alla prima fase dello stile. L'influenza cluniacense è palesata ancora una volta nella distribuzione dei volumi degli ambienti connessi, come nel sistema di illuminazione. A tal proposito risulta molto interessante il confronto tra l'impianto absidale di Gerace, tagliato da una cornice orizzontale che segue l'andamento curvilineo delle due absidi e sovrastato da finestre circolari a strombo, e l'analogo catanese dove per la prima volta sull'Isola si sperimenta la processione di archi a sesto acuto.

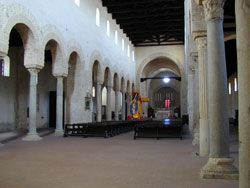
Interno del duomo di Gerace
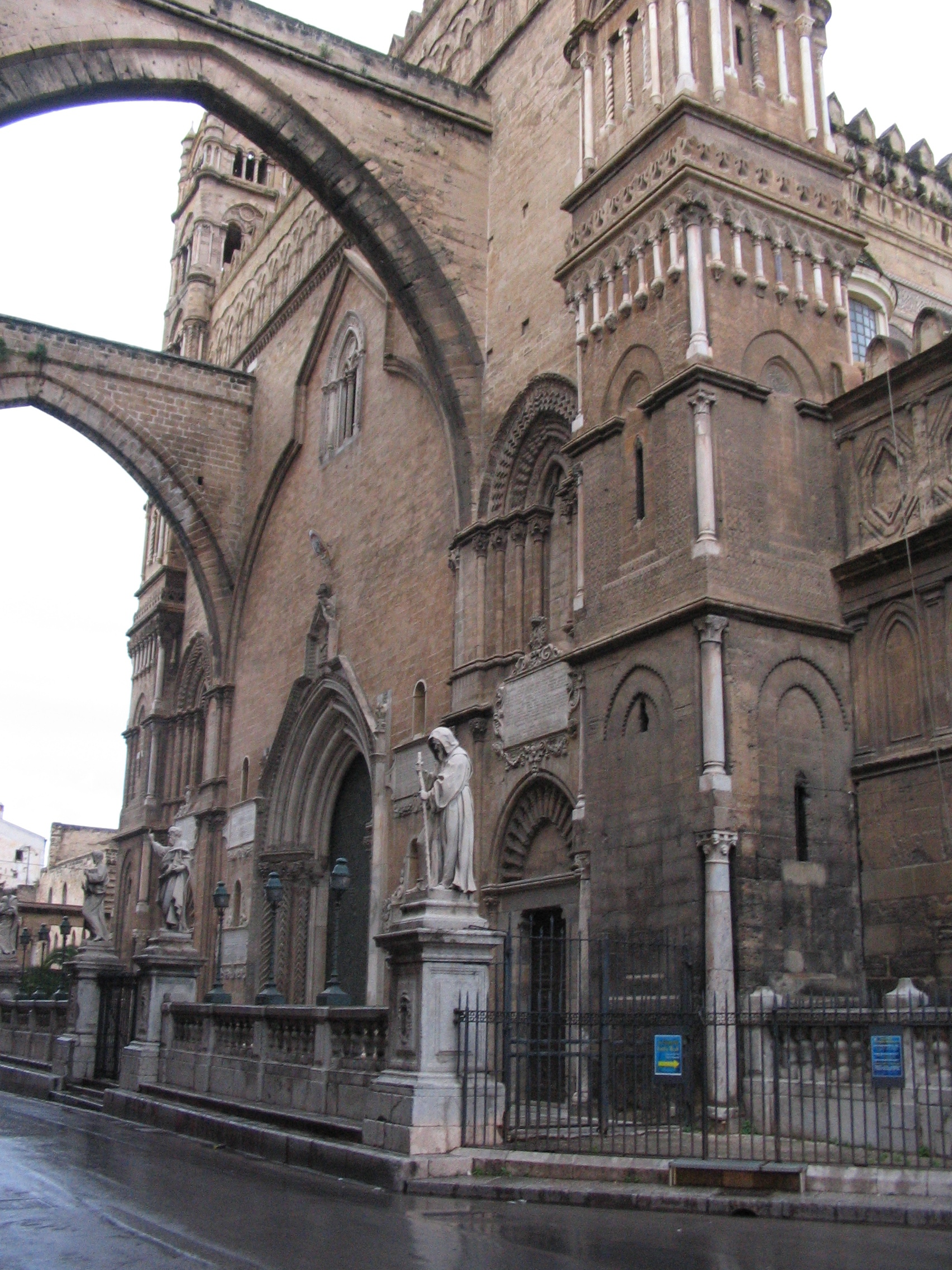
Cattedrale di Palermo, Palermo
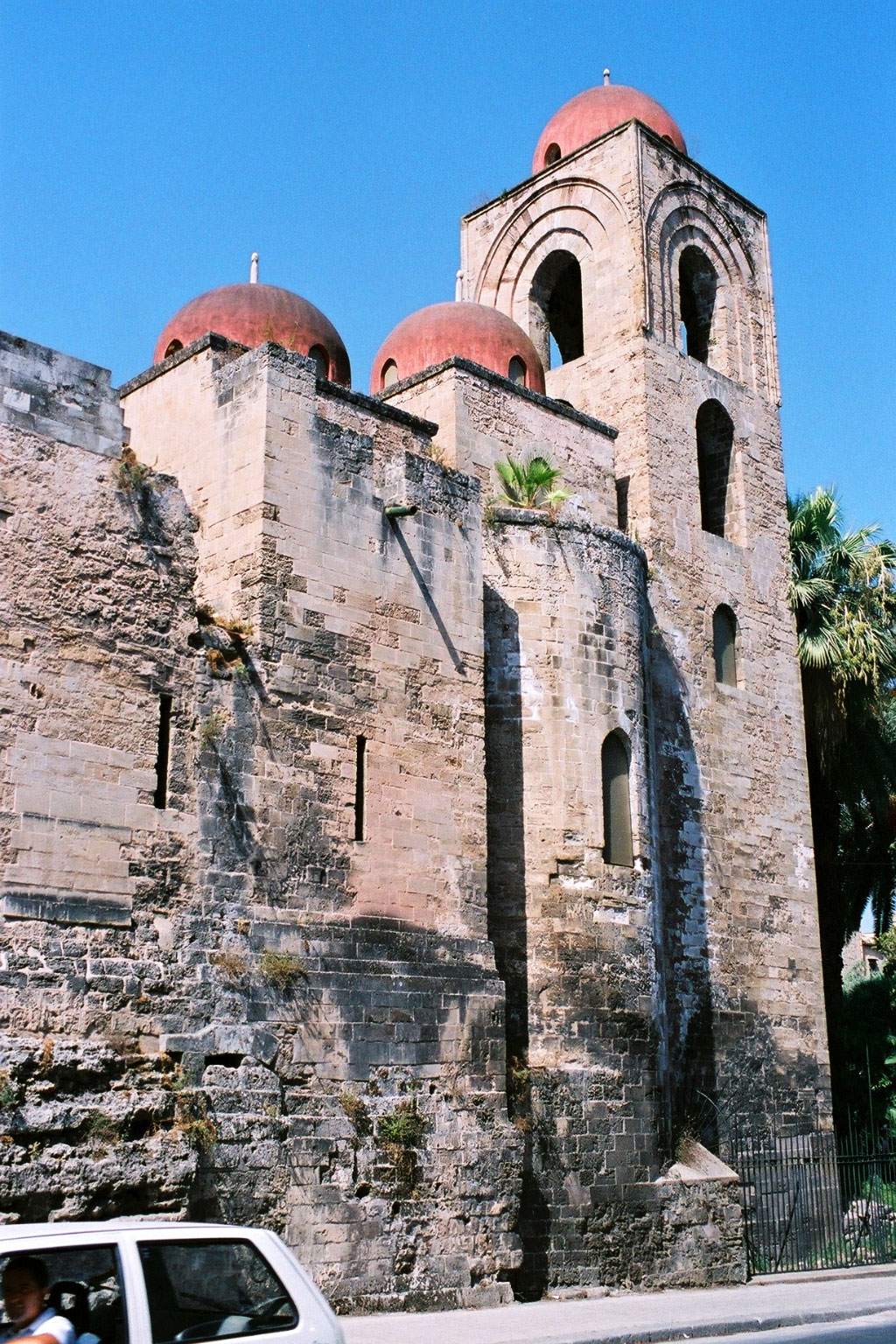
Chiesa di San Giovanni degli Eremiti, Palermo
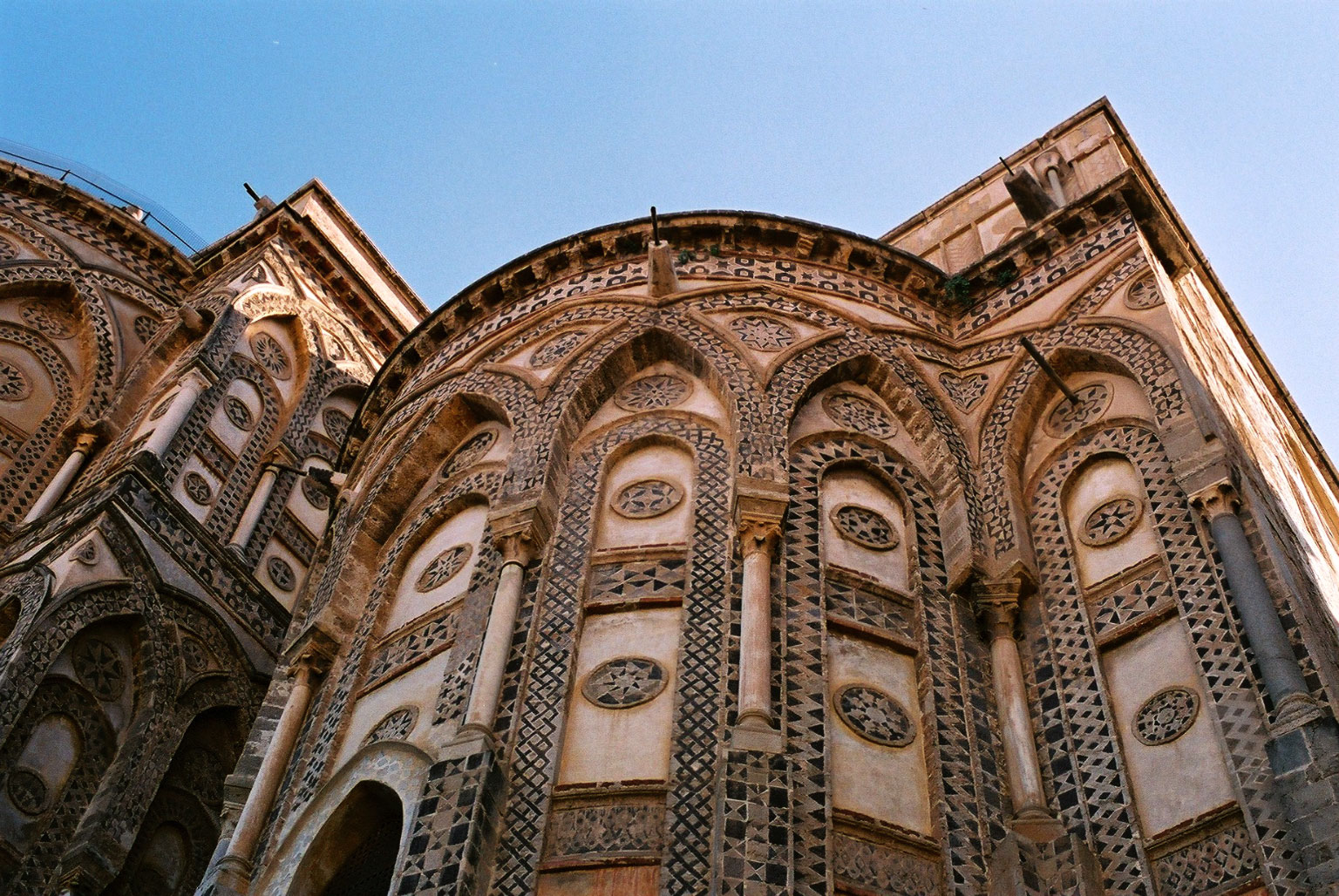
Le absidi del duomo di Monreale

## Architettura romanica in Sardegna e Corsica

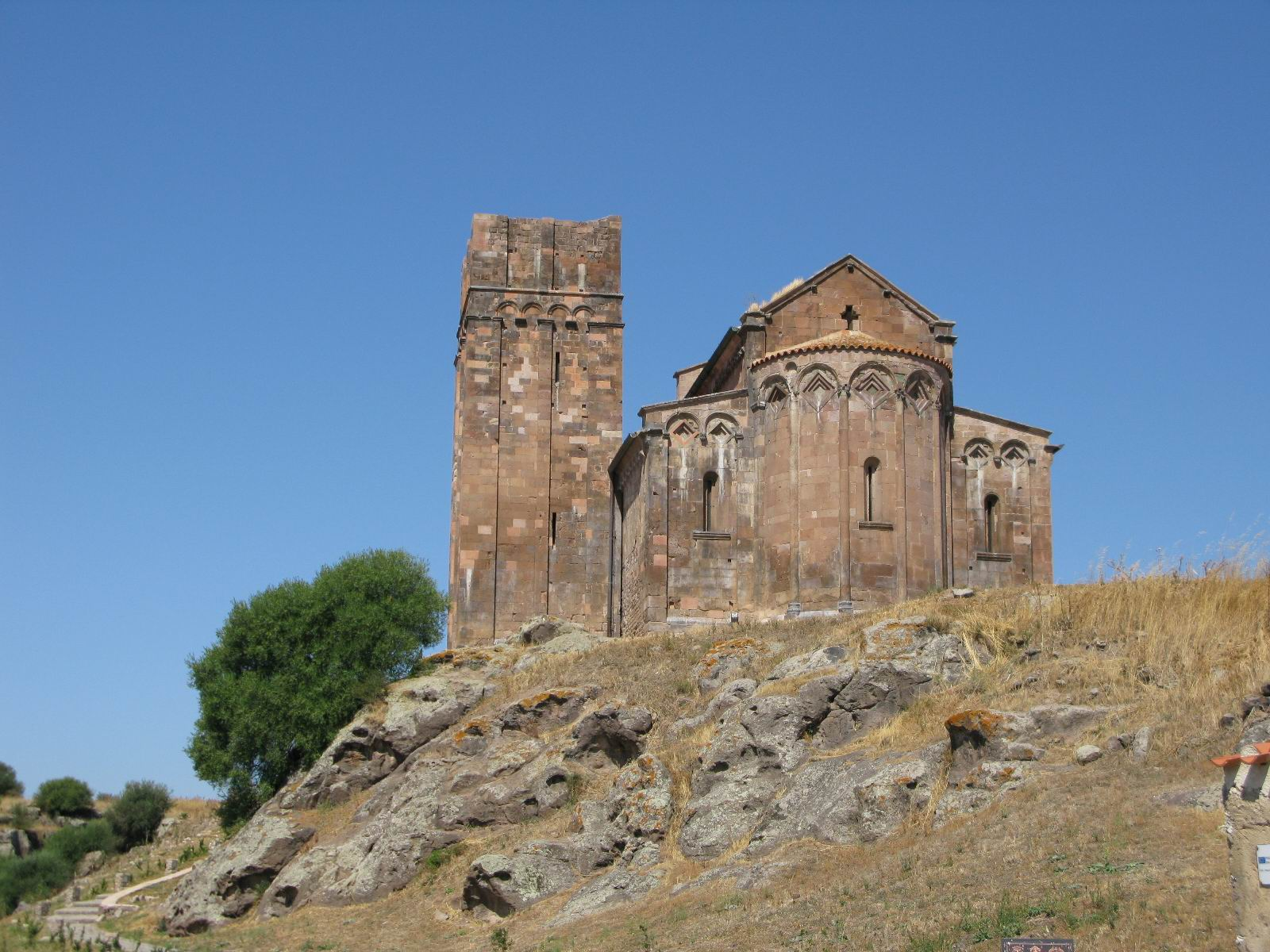
Cattedrale di Sant'Antioco di Bisarcio, Ozieri

L'architettura romanica in Sardegna ha avuto un notevole sviluppo e per un lungo periodo. Le sue espressioni furono influenzate, già dalle primi origini, dai contatti con Pisa ed in seguito dall'arrivo di numerosi ordini religiosi, provenienti da varie regioni italiane e dalla Francia. Nelle architetture isolane sono quindi riscontrabili influenze toscane, lombarde e transalpine. 
Fra le architetture più interessanti, solo per citarne alcune, spiccano la chiesa di San Pietro a Bosa (1073), la basilica di San Gavino a Porto Torres (1080), la cappella palatina di Santa Maria del Regno di Ardara (SS), la cattedrale di Sant'Antioco di Bisarcio a Ozieri, la basilica di San Simplicio a Olbia, la chiesa di San Nicola di Silanis a Sedini, la cattedrale di Santa Giusta dell'omonimo centro (OR), la chiesa di Santa Maria di Uta (CA), la basilica di Saccargia a Codrongianos e San Nicola a Ottana (NU).
Anche in Corsica vi furono interessanti manifestazioni del romanico, caratterizzate da contatti con ambienti soprattutto toscani come nel caso della (cattedrale di Santa Maria Assunta di Lucciana, chiesa di San Michele a Murato, Santa Maria Maggiore a Bonifacio, ecc.).